# Augan
Augan [ogɑ̃] est une commune française, située dans le département du Morbihan, en région Bretagne, à proximité de la forêt de Paimpont et du camp militaire de Coëtquidan. Celui-ci se trouve en partie sur son territoire.

## Géographie

### Localisation
La commune d'Augan est située dans le nord-est du département du Morbihan, au sud-ouest de Rennes et à l'est de Pontivy.

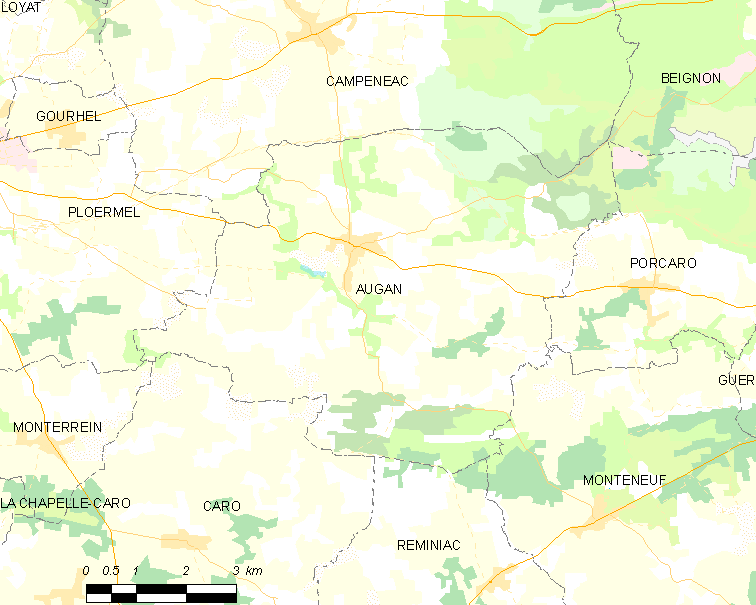
Situation d'Augan.

À mi-chemin entre Rennes et Vannes, à l’extrémité ouest de l’ancien canton de Guer, jouxtant Ploërmel, la commune d’Augan est bordée par 7 autres communes du Pays de l’Oust à Brocéliande : Campénéac au nord, Beignon au nord-est, Porcaro à l’est, Monteneuf au sud-est, Réminiac et Caro au sud, Monterrein au sud-ouest.
|            | Campénéac      | Beignon (par un quadripoint) |
| Ploërmel   | Augan          | Porcaro                      |
| Monterrein | Caro, Réminiac | Monteneuf                    |

Le territoire communal couvre une superficie de 4 100 hectares, proche de la médiane départementale. Il est traversé d’ouest en est par la D772 et du nord au sud par la D134. Les deux axes se croisent au bourg, matérialisant ainsi un point central. L’ancienne ligne de chemin de fer de Châteaubriant à Ploërmel, mise hors service en 1939, traverse également la commune, suivant le cours de la rivière Oyon. L'ancien tracé  de la RN24 borde la commune au nord, créant une séparation artificielle avec le camp de Coëtquidan. Créé en 1900, étendu en 1912, celui-ci a absorbé une part significative de l’espace communal, environ 600 hectares. Cinq hameaux ont été inclus dans son emprise et ont ainsi disparu, autour des ruines du château du Bois-du-Loup.

### Relief et hydrographie
L’altitude moyenne de la commune est de 80 mètres environ. Elle s’élève progressivement en direction du sud pour atteindre 120 mètres au village de la Coudraie, près de la commune de Caro. L’altitude du bourg est de 85 mètres, celle du point le plus bas de 40 mètres.
Augan appartient au grand bassin versant de l'Oust. Son territoire est traversé entièrement, d'ouest en est, par la rivière Oyon qui draine l'ensemble du sous-bassin versant sur lequel est positionnée la commune. Tous les ruisseaux s'écoulant sur le territoire y convergent.
D'un cours de 32 kilomètres, l'Oyon prend sa source dans les douves du château de Trécesson à Campénéac et se jette dans l'Aff à Guer. Il alimente l'étang du château de Lémo, situé sur son cours. L'Oyon est un sous-affluent de la Vilaine par l'Aff, puis par l'Oust.
La commune d'Augan dispose également d'un réservoir artificiel d'eau douce, d'une longueur de 300 mètres et d'une largeur de 100 mètres. Alimenté par le ruisseau de la Buzardière, l'étang des Rosaies est connecté à l'Oyon, situé en contrebas, par l'intermédiaire d'un déversoir. Reconnu en tant qu'infrastructure de sport et de loisir, il est particulièrement apprécié des amateurs de pêche à la ligne.

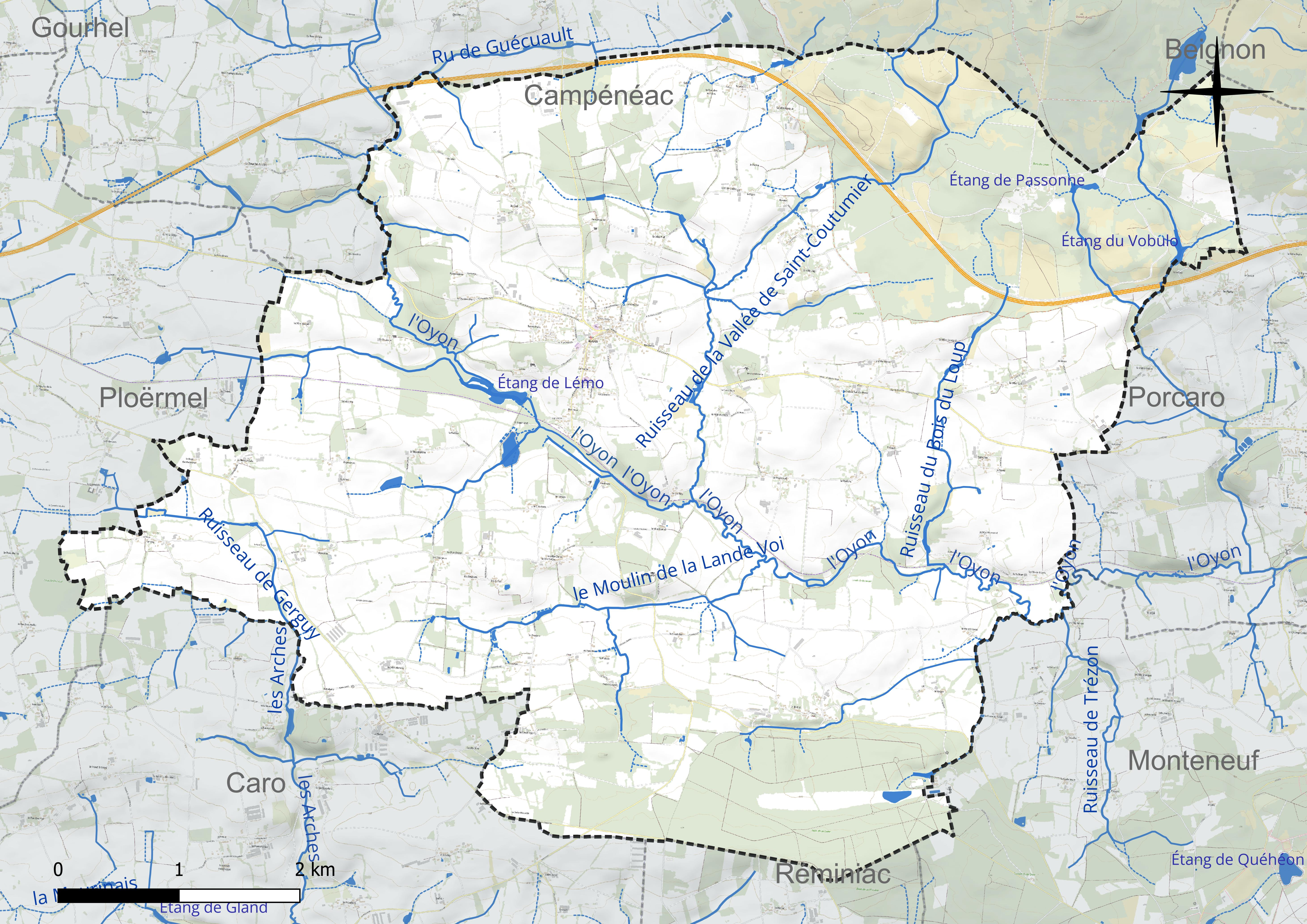
Réseau hydrographique d'Augan.

Trois plans d'eau complètent le réseau hydrographique : l'étang de Lémo (4,18 ha), l'étang de Passonne (0,89 ha) et l'étang du Vobulo, d'une superficie totale de 1,6 ha (1,46 ha sur la commune).

### Géologie et environnement

Carte géologique du massif armoricain

Situé au centre sud-oriental de la Bretagne, entre les Landes de Lanvaux et la région appalachienne de la moyenne Vilaine, le territoire d’Augan appartient à une entité géologique et géomorphologique appelé "ellipse de Réminiac". D’une longueur de 25 kilomètres, l'ellipse de Réminiac est formée de deux synclinaux de terrains primaires se faisant face. Décrit par André Darte, du laboratoire de géologie régionale, en 1966, ces abrupts asymétriques sont constitués de roches de type grès et quartzites, avec présence locale de débris de roches volcaniques. Ils émergent des formations briovériennes à schistes et micaschistes qui s’étendent entre le massif de Paimpont et la vallée de l’Oust. Cette caractéristique physique crée un panorama très ouvert qui s’observe parfaitement depuis les belvédères de la Ville Meno, de la Ville Cosatrd et de la Ville Cué, lorsque le regard se porte vers le sud, ou depuis le Binio et le Plessis dans la direction opposée.
Le plancher communal d’Augan est donc enfermé entre deux formations géologiques du Briovérien-Cambrien, formant la vallée de l'Oyon : le synclinal de Coëtquidan au nord et le synclinal de la Corbinais au sud, pour lequel l’hypothèse d’une origine tectonique partielle est privilégiée ; il repose majoritairement sur le schiste gris bleu. Cette roche, utilisée comme matériau de construction, est présente en abondance dans tout l’environnement communal. Des carrières d'ardoises ont aussi existé sur la commune, notamment aux Grées, jusque dans les années d’après-guerre.
Le sol communal « schisto-gréseux », s’altérant rapidement, est bien drainé. Il présente des caractéristiques favorables au développement de l’agriculture. La campagne est vallonnée, conservant à certains endroits, notamment dans la vallée de l'Oyon, un caractère bocager.
L'unité préservée de plusieurs grands domaines : Beaurepaire, la Tourraille-Lémo, la Ville Voisin, le Hardouin, la Grée, ainsi que la protection particulière dont fait l'objet le camp militaire de Coëtquidan, ont permis de sauvegarder un vaste espace forestier sur la commune.
Le "Vallon de saint Couturier" est, selon François-Marie Cayot-Delandre, « une longue vallée de 150à 200 pas de largeur, courant de l'est à l'ouest, bordée des deux côtés de rochers qui s'élancent perpendiculairement à une hauteur de plus de 10 mètres » et était [inaccessible désormais car elle fait partie du camp de Coëtquidan] une « petite oasis, perdue au milieu des landes (..). Sur le sommet de l'une de ses pentes est une grotte naturelle formée d'énormes quartiers de roches ; c'est la "Grotte de saint Couturier".

### Climat
Pour des articles plus généraux, voir Climat de la Bretagne et Climat du Morbihan.
En 2010, le climat de la commune est de type climat océanique franc, selon une étude du CNRS s'appuyant sur une série de données couvrant la période 1971-2000. En 2020, Météo-France publie une typologie des climats de la France métropolitaine dans laquelle la commune est exposée à un climat océanique et est dans la région climatique Bretagne orientale et méridionale, Pays nantais, Vendée, caractérisée par une faible pluviométrie en été et une bonne insolation. Parallèlement l'observatoire de l'environnement en Bretagne publie en 2020 un zonage climatique de la région Bretagne, s'appuyant sur des données de Météo-France de 2009. La commune est, selon ce zonage, dans la zone « Intérieur Est », avec des hivers frais, des étés chauds et des pluies modérées.
Pour la période 1971-2000, la température annuelle moyenne est de 11,5 °C, avec une amplitude thermique annuelle de 12,7 °C. Le cumul annuel moyen de précipitations est de 832 mm, avec 13,2 jours de précipitations en janvier et 6,3 jours en juillet. Pour la période 1991-2020, la température moyenne annuelle observée sur la station météorologique la plus proche, située sur la commune de Ploërmel à 9 km à vol d'oiseau, est de 12,0 °C et le cumul annuel moyen de précipitations est de 767,2 mm,. Pour l'avenir, les paramètres climatiques de la commune estimés pour 2050 selon différents scénarios d'émission de gaz à effet de serre sont consultables sur un site dédié publié par Météo-France en novembre 2022.

### Paysages et habitat
Principale zone d’habitation et d’activité, le bourg d’Augan prolonge son développement en direction de l’ancienne gare, située à environ 1 km du centre vers le sud. La commune est maillée par un réseau de 77 villages et hameaux. Celui du Col, sur les hauteurs du bourg, est le plus important.

## Urbanisme

### Typologie
Au 1er janvier 2024, Augan est catégorisée commune rurale à habitat très dispersé, selon la nouvelle grille communale de densité à sept niveaux définie par l'Insee en 2022.
Elle est située hors unité urbaine. Par ailleurs la commune fait partie de l'aire d'attraction de Ploërmel, dont elle est une commune de la couronne,. Cette aire, qui regroupe 19 communes, est catégorisée dans les aires de moins de 50 000 habitants,.

### Occupation des sols
L'occupation des sols de la commune, telle qu'elle ressort de la base de données européenne d’occupation biophysique des sols Corine Land Cover (CLC), est marquée par l'importance des territoires agricoles (71,1 % en 2018), en diminution par rapport à 1990 (71,9 %). La répartition détaillée en 2018 est la suivante : terres arables (43,8 %), forêts (22,1 %), zones agricoles hétérogènes (17,1 %), prairies (10,3 %), milieux à végétation arbustive et/ou herbacée (5,3 %), zones urbanisées (1,4 %), zones industrielles ou commerciales et réseaux de communication (0,1 %). L'évolution de l'occupation des sols de la commune et de ses infrastructures peut être observée sur les différentes représentations cartographiques du territoire : la carte de Cassini (XVIIIe siècle), la carte d'état-major (1820-1866) et les cartes ou photos aériennes de l'IGN pour la période actuelle (1950 à aujourd'hui).

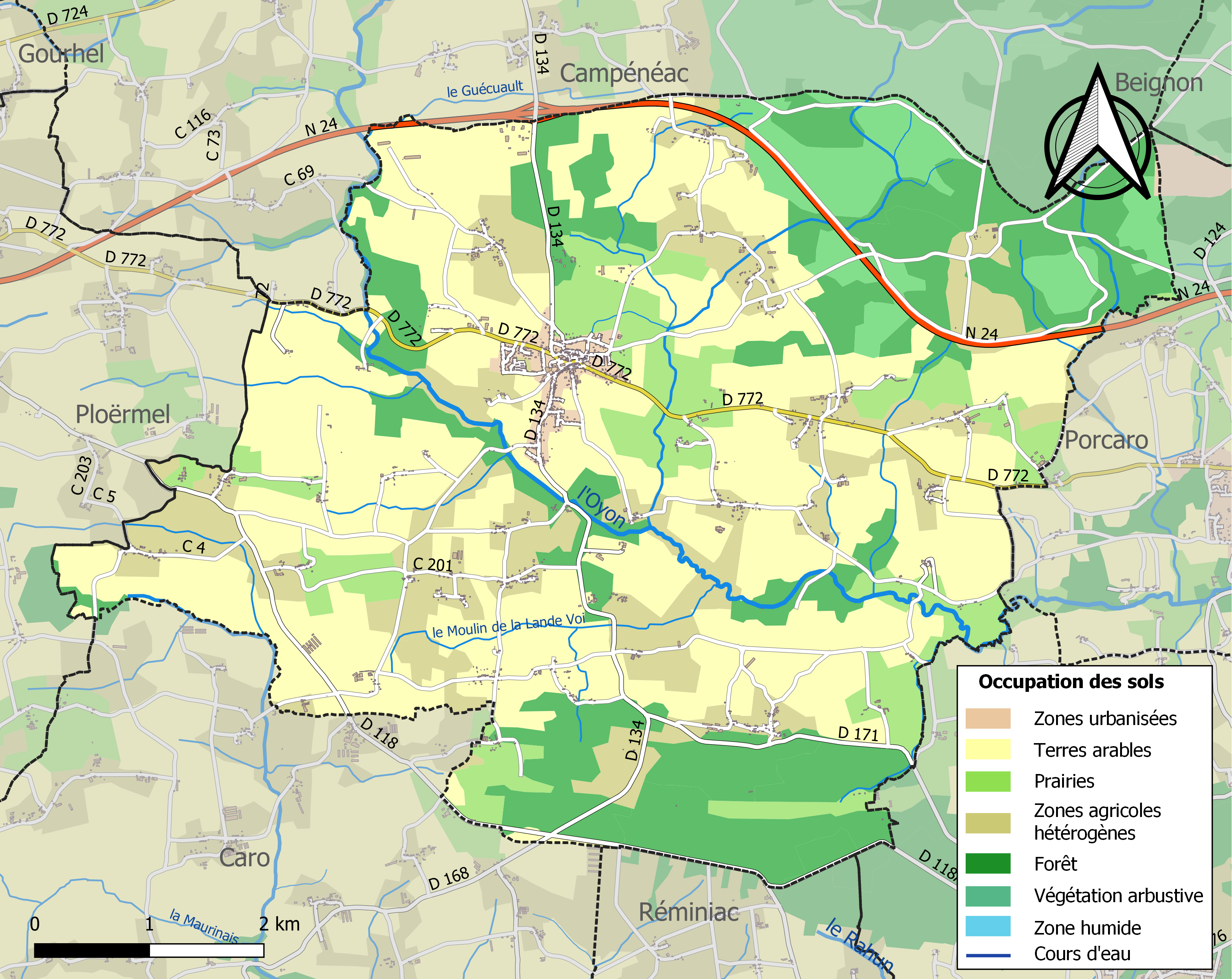
Carte des infrastructures et de l'occupation des sols de la commune en 2018 (CLC).

## Toponymie
Le nom de la localité est attesté sous la forme Alcam et Algam en 833, Algan en 1131, Augon en 1330.
Augan semble provenir de Kamm signifiant « tordu », « courbe », « courbé » ou « cercle » en vieux-breton. Ce mot est toujours utilisé en breton contemporain et se retrouve aussi dans d'autres toponymes[réf. nécessaire].
À partir du IXe siècle les toponymes des lieux-dits, jusque-là en langue bretonne sont remplacés par des toponymes en langue française, certains associant les deux langues comme "Bois Hellio", anciennement "Coët Hellio" ("Bois du Lierre") ou "La Ville Rio", anciennement "Kerrio" ("Le village froid"),[réf. à confirmer].
Le nom de la commune en breton est Algam, francisé en Augan[réf. nécessaire].

## Histoire

### Préhistoire
Plusieurs monuments mégalithiques datant généralement du néolithique, ou du chalcolithique, témoignent d’une occupation ancienne du territoire. Bâtis ou abandonnés entre 4700 et 1000 ans av. J.-C, ces vestiges inscrivent pleinement Augan dans la dynamique culturelle des peuples d'Armorique, débouchant sur la civilisation des Celtes à l'Âge du Bronze. Les traces que ces populations ont laissées forment un ensemble cohérent avec d'autres sites préhistoriques proches, tels que les Menhirs de Monteneuf ou les alignements du Golfe du Morbihan.

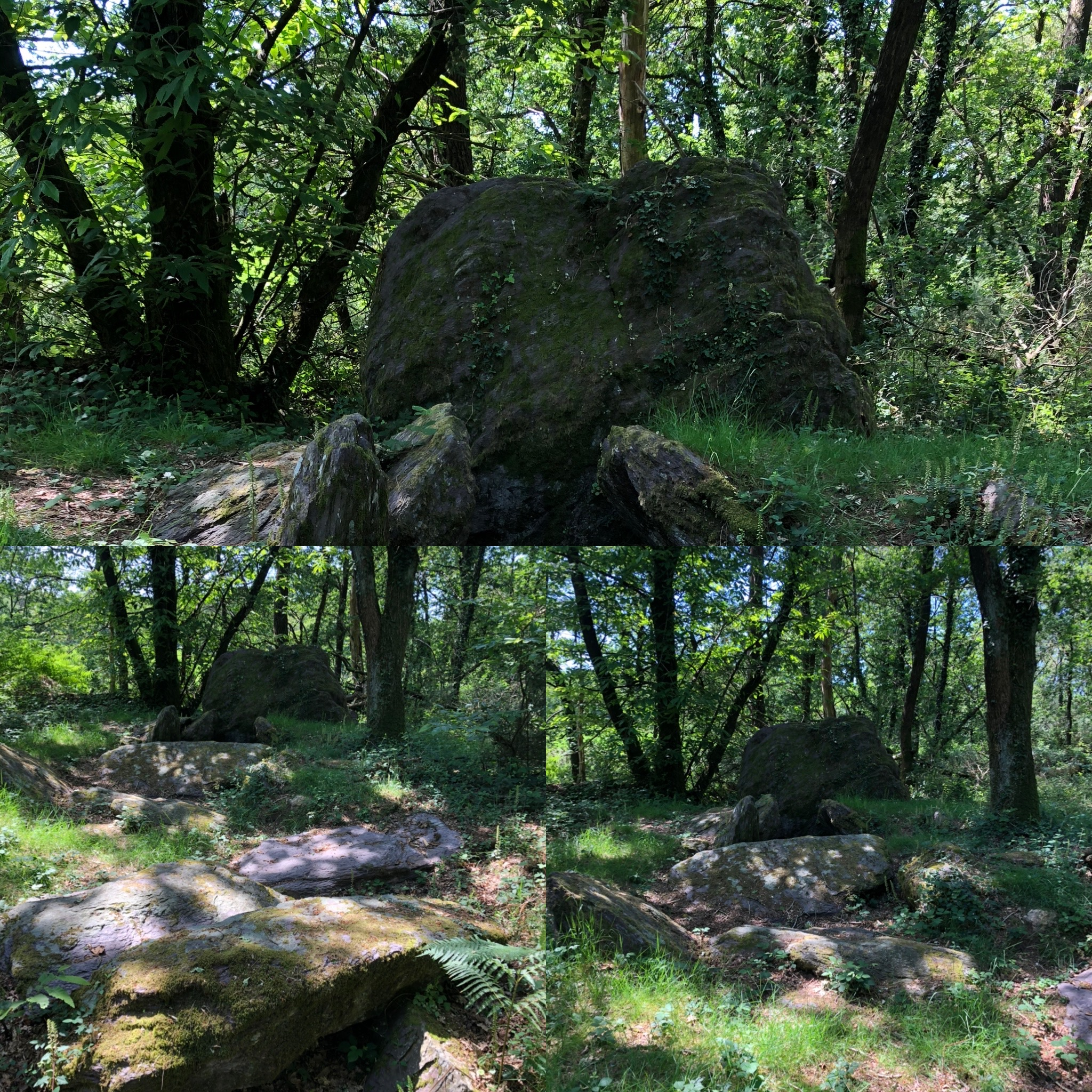
La Roche aux fées de la Coudraie

Ces pierres debout, menhirs et autres allées couvertes, se retrouvent en particulier au nord dans l’enclave militaire de Coëtquidan, ou encore dans les bois de Lémo en plein cœur de la commune et tout au sud, près des villages du Binio et de la Coudraie.

Appelée « la Roche aux fées », l'allée couverte de la Coudraie, aux abords d’un chemin de grande randonnée, est la plus connue. Elle n’a pourtant fait l’objet d’aucune fouille. De schiste rouge, ce monument, inventorié en 1994, est vraisemblablement la partie apparente d’un complexe archéologique beaucoup plus vaste. La présence d'un grand nombre de chaos rocheux, dans les sous-bois tout autour, le suggère.

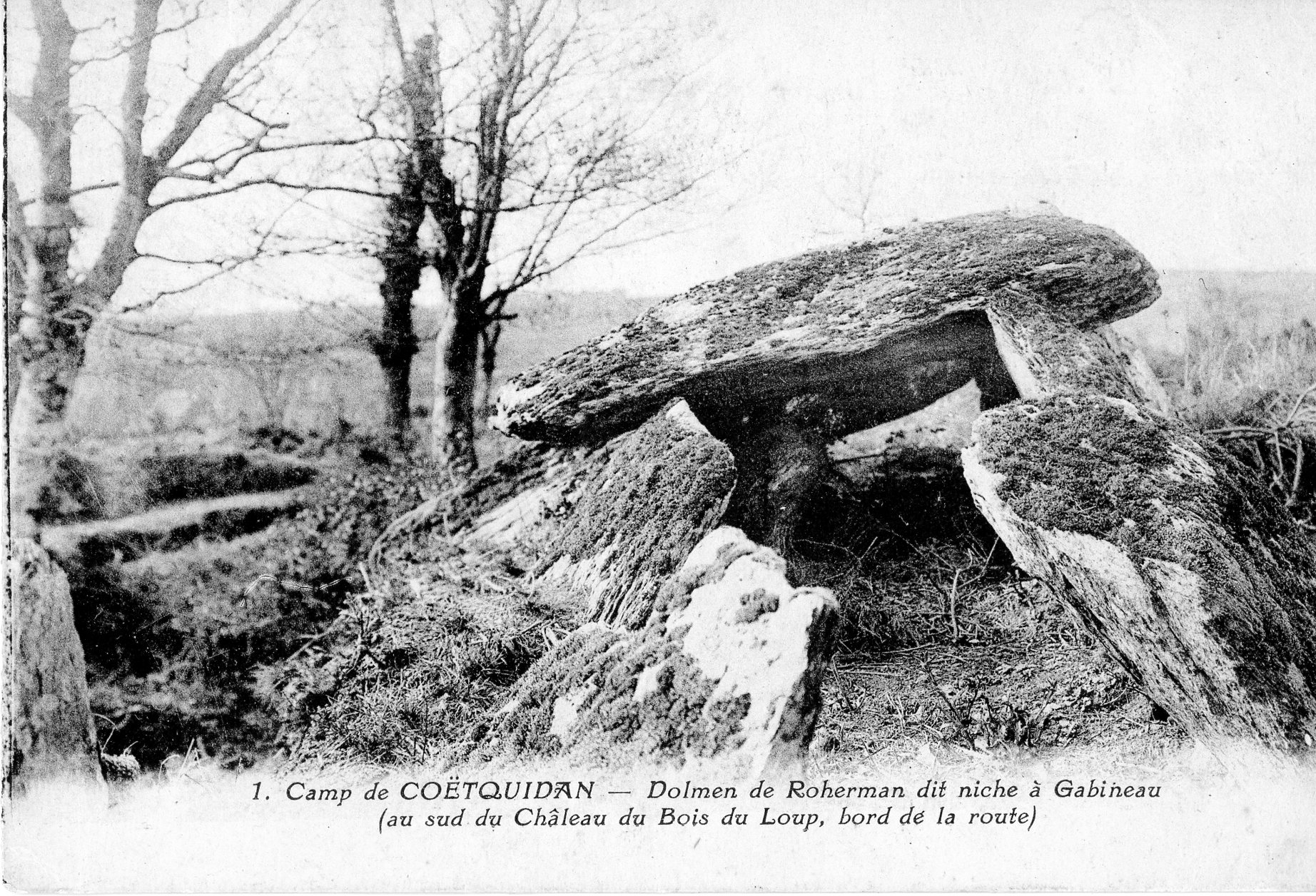
Allée couverte de Roheman, dite Niche à Gabineau

L’allée couverte de Roherman sur le camp de Coëtquidan est moins connue. Elle est en revanche mieux documentée. Cette sépulture néolithique que les villageois du Bois-du-Loup voisin appelaient jadis « la Niche à Gabineau », c’est-à-dire la cache du diable ; a fait l’objet de plusieurs descriptions, notamment de la part du Marquis de Bellevüe. Châtelain de la Touraille, l’érudit a publié en 1913 un essai traitant de la grande diversité des ouvrages préhistoriques dissimulés sous la lande, aux confins des communes de Campénéac et de Beignon : « Sur tout le territoire de Coëtquidan sont beaucoup de tumuli et tombelles. Quelques-uns de ces monuments ont été fouillés, notamment en 1820 et en 1899 ; et on y a trouvé des ossements calcinés, du charbon, et des haches en bronze de petit format, dont il existait des spécimens au château du Bois-du-Loup ». Le même auteur nous apprend qu'un dolmen, aujourd'hui disparu, se situait à 800 mètres au Nord-Ouest du précédent, à l’extrémité Ouest des landes de Coëtquidan, 300 mètres au Nord-Est de l'ancien moulin de la Villemarqué, à l’Est du manoir de Trieux. Cette allée couverte disparue, dite de la Villemarqué, avait fait l'objet d'échanges antérieurs entre le chanoine Joseph Mahé, président fondateur de la Société polymathique du Morbihan et Joseph Le Doüarain de Lémo, conseil général du canton de Guer et maire d’Augan. Le mégalithe avait une longueur d'environ 30 mètres pour une largeur de 4, était divisé en deux chambres par une énorme pierre transversale. Les pierres auraient servies à la construction du moulin.
Un autre site affleurait au sol en 1826 dans le parc du château de Lémo. Joseph Le Doüarain, propriétaire du terrain, le décrivait en ces termes : « Dans le bois du Lémo, il se trouve des vestiges d’un cist-vean de 12 mètres de longueur, divisé également en deux chambres. Il existe encore douze pierres debout sur deux lignes et les deux des extrémités ; elles sont en quartz ou cailloux tirés de dessous les lieux. Il est situé du levant au couchant, incliné du nord-ouest au sud-est ». L'abbé Mahé a également rapporté la découverte d’un ensemble de 200 haches en bronze en 1820 sur la butte de Guénégan, à proximité du château du Bois-du-Loup. Aujourd’hui conservées au musée d'histoire et d'archéologie de la Ville de Vannes cette trouvaille n'est pas isolée. D'autres objets de l'Âge de Bronze, ont été mis au jour à diverses époques et à divers endroits de la commune, notamment dans le pré de Coduant, près de la Touraille, où un dépôt constitué de 3 haches à talon en bronze, de type « breton », a été ouvert en 2010. Les archives de la société nationale des antiquaires conservent également la trace de la découverte d'un torque en or au Bois-du-Loup en 1749. Ce bijou aujourd’hui disparu, a été rattaché aux torsades irlandaises de type « Tara-Yeovil » datées d'environ 1000 ans avant J.C. Cette période de peuplement de la commune d'Augan a pu être étudiée en 1975 à l'occasion de fouilles de sauvegarde réalisées par l'archéologue Michel Le Goffic à la Ville-Costard. Au cours de travaux de terrassement, un coffre mégalithique de l'Âge du Bronze y avait été retrouvé.

### Antiquité, christianisation et période bretonne

#### Au temps de l'Armorique et de la guerre des Gaules
Des restes d’installations gauloises datées de l’âge du fer sont aussi présents en nombre à Augan, comme tout au long de la vallée de l’Oyon. La rivière offrait des conditions favorables au développement de l’agriculture comme en témoigne le site de Bellevue, près du village de la Ville Cué. Des fouilles réalisées en 1992 ont mis au jour les vestiges d’une ferme armoricaine, datant de moins de 300 ans avant J.C. Les 1 200 fragments de céramiques et les débris d’élevage découverts à cet endroit ont permis de lier cette exploitation agricole à la civilisation de la Tène à laquelle se rattachaient Coriosolites, Riedones et Vénètes. Ces trois peuples armoricains partageaient une culture celtique commune, marchande, polythéiste et druidique. Des tombelles gauloises ont été découvertes dans les landes de Roherman. Le village d'Augan relevait probablement du territoire des Coriosolites qui avait pour chef-lieu le site d'Aleth. Ce territoire, bordé à l'est par le pays de Riedones et au sud-ouest par celui des Vénètes, sera peu à peu romanisé après la victoire décisive de Jules César lors d'une bataille navale contre ces derniers dans le Golfe du Morbihan en 56 av. J.-C. Les indices de cette romanisation sont très présents à Augan. Les Romains avaient sur le territoire une station militaire dont l'existence est notamment validée par le nom des lieux : Alcam (ancien nom d'Augan), Campénac, Valescanp ou encore Campel. Des restes de cette occupation ont également été retrouvés en nombre autour du Bois du Loup : habitations en briques, puits, fours et divers débris d’objets usuels et plusieurs voies romaines traversant les landes de Coëtquidan ont été mises à jour, notamment celle reliant Vannes à Rennes ( entre les bourgs actuels d'Augan et Beignon, elle passait par le Bois-du-Loup) et celle entre la Roche-Bernard et Corseul ou encore celle de Ploërmel à Angers. Une villa et des thermes de la période gallo-romaine ont été identifiés au village du Binio, symbolisant ainsi le passage d’un type de société à un autre après la conquête de l’Armorique par les armées romaines.

#### Paroisse primitive
L’existence d’Augan, en tant que paroisse primitive rattachée à l'évêché d'Alet, est mentionnée pour la première fois en 833 dans le cartulaire de Redon sous le nom « Alcam » ou « Algam ». Entre le Ve et le VIe siècle, l’ouest de l'Armorique est progressivement mais durablement colonisée par les Bretons d’outre-Manche apportant avec eux une nouvelle langue (les toponymes de cette époque sont en langue bretonne) et la religion chrétienne qui façonna la suite de l’histoire d’Augan en tant que « Plebs condita » (paroisse primitive) ou « plou » en vieux breton. D'après le Marquis de Bellevüe, au commencement du VIe siècle les terres d'Augan, alors en grande partie recouvertes par l'antique forêt de « Brécilien », appartenaient à une dynastie de machtierns qui gouvernaient aussi Ploërmel, Caro, Guillac et Campénéac. Ces chefs de clans bretons possédaient à Augan plusieurs domaines, répartis en deux, voire trois catégories: des « ran » et des « tigran », subdivisions agricoles et forestières d'une vingtaine d'hectares au maximum, au centre desquelles s'érigeait parfois une habitation familiale ; « Rangleumin » (Lémo), « Rancordouan » ou « Cowenran » (Coduant), « Ranardouan » (le Hardouin) ou encore « Botlowernoc » (le Bois-du-Loup) ; et des « villae », agglomérations villageoises entourées de « manses » et dominées par une habitation seigneuriale comme « Colworetan » (le Col), « Ranwiniau » (le Binio) ou bien « Kerguy » (Gerguy). Cette dernière villa aura plus tard un statut de paroisse avant de devenir trève. Gerguy est parfois désigné sous sa dénomination franque de « Guybourg » (le bourg de Guy). Un seigneur nommé Guy y possédait un château. Hôte du moine saint Armel, fondateur de Ploërmel à 5 kilomètres au nord-ouest, ce machtiern appartenait probablement à la première génération d'émigrés bretons. Arrivés des îles britanniques avec des moines, qui fondèrent notamment un monastère au Binio vers 650, ces petits seigneurs deviendront progressivement les vassaux de l'aristocratie comtale du royaume de Bretagne. Evangélisés par les moines, ils fondèrent les premiers édifices chrétiens sur les lieux d'anciens cultes. La première chapelle de Gerguy date probablement de cette époque. Leurs successeurs domineront la paroisse primitive d'Augan pendant toute la période mérovingienne, jusqu'au début de l'ère carolingienne. Selon le cartulaire de Redon ces petits seigneurs aux origines insulaires ne possédaient pas moins de dix-huit domaines à Augan. Ainsi en l'an 833, le machtiern Guencalon, disciple de saint Conwoïon, est mentionné pour avoir offert à la communauté des moines de Redon sa « villa » de «Colworetan » (le Col), avec les familles qui vivaient à cet endroit.
Mais la lignée la plus marquante est celle du prénommé Riwalt, fils de Jarnwocon, né aux environs de 780, sous le règne de l'empereur Charlemagne, cité pour avoir accompli les legs de plusieurs de ses propriétés ; « Rangleumin » (Lémo), « Boltowernoc » (le Bois-du-Loup),« Ranwiniau » (Le Binio) et « Rancordouan » (Coduant). Cette famille machtiernale était possesionnée en Augan, Campénéac, Caro et Guillac, quatre paroisses de l'évêché d'Alet. Ce Riwalt d'Algam appartenait au premier cercle des vassaux de Nominoë. Résidant régulièrement en son domaine du Binio (Winiau), il dut répondre en 844 devant Nominoé d'un crime commis par son fils Deurhoiarn sur la personne de Catuuoret, vassal de Nominoé. Catuuoret était le fils de Ratuili, machtiern de Bains-sur-Oust, également propriétaire de terres à Augan et à Campénéac. Les deux hommes s'étaient affrontés à mort dans le cadre d'un conflit de propriété. Gracié contre une forte indemnité foncière, Deurhoiarn succéda à son père en tant que machtiern d'Algam vers 852, avant d'être élevé au titre de comte par Erispoé. Mort en 875, son importante fortune permit à son épouse, Roiantken fille du machtiern de Ruffiac, d'acquérir une sépulture dans l'ancien prieuré de Saint Maxent, en l'actuelle commune de Plélan-le-Grand, aux côtés du roi Salomon et de saint Conwoïon. Son fils Larnuuocon hérita des terres d'Augan, sans prendre le titre de ses ancêtres. Tous ces individus, cumulant très souvent les fonctions politiques et religieuses, fréquentaient de près les premiers rois de Bretagne, auxquels ils étaient probablement apparentés. Convaincus de la fin du monde imminente, ces personnages et leurs entourages fondèrent de nombreuses abbayes et s'y établissaient.

#### Premières seigneuries
Les invasions successives des Vikings ont réduit peu à peu l'influence des machtierns et des moines. Ces vingt années d'occupation scandinave provoquèrent des bouleversements profonds. Les « plous » disparaissent pour laisser la place aux fiefs. Les terres agricoles furent régulièrement ravagées et la plupart des abbayes et des villas rasées. Selon Xavier de Bellevüe le monastère de Ranwiniau (le Binio) aurait été détruit par les vikings à cette époque. Après la bataille de Trans en 939, les ducs de Bretagne installèrent progressivement à Augan des seigneurs issus de la chevalerie, instaurant ainsi un ordre politique inspiré du monde francs. Beaucoup de ces seigneurs devaient descendre des lignées de machtierns mais leur filiation ne peut être établie avec certitude. Selon Alfred Lescadieu et Auguste Laurant, auteurs de « Histoire de Nantes », ces chevaliers bretons prirent le titre de barons avec un nom de famille associé à leur terre sous le règne du duc Alain Fergent. L’un de ces nobles pris par exemple le titre « du Boisguéhenneuc », nom d'une ancienne seigneurie correspondant aujourd’hui à un lieu-dit situé à l’ouest d’Augan. Le nom « Guéhenneuc » viendrait du breton « Guezenoc » puis « Guéthénoc », nom ou prénom à l'origine de la maison de Porhoët, signifiant « victorieux ». Ce seigneur d'Augan entretenait peut-être une gloire particulière ? Les noms de famille seigneuriale « Boisguéhnneuc »,« Lémo », "Voisin", "Lezonnet", "Larcher" et "Douarin" sont les plus anciens à s'ancrer dans la paroisse. Les armoiries de ces familles figurent toujours sur le blason de la paroisse. D'autres patronymes renvoyant à des lieux-dit « d'Augan », « les Trieux », « les Hardouin » ou encore « les Cordouan » ont aussi existé, sans qu'aucun lien avec Augan ne puisse s'établir avec certitude. Les familles «de Montauban » et « du Breil », originaires de fiefs extérieurs à la paroisse, sont par ailleurs les deux plus anciennes connues. Leur présence est attestée au Binio dès le XIe siècle. Les nombreuses chapelles qui parsèment le territoire de la paroisse témoignent de ce riche passé seigneurial ; les plus anciennes à Gerguy (consacrée à saint Méen) et au Binio (consacrée à saint Nicolas), plus tard au Plessis (consacrée à saint Malo), à la Vallée-Sainte-Anne (à sainte Anne), à la Ville Cué (à sainte Catherine) ou encore à Beaurepaire (au nord du parc) ou à Trieux (à saint Eustache). La base des murs et l'hôtel de cette chapelle ont été préservés. Une autre chapelle, incendiée à la Révolution et détruite en 1845, s'élevait à la Ville-Fief (St Guillaume). Il est attesté que des chapelles existaient aussi à Lémo, au Bois-du-Loup, à la Touraille et à Coduant. Consacrée à saint Méen, cette dernière chapelle a été complètement détruite à la Révolution mais l'existence d'une fontaine permet de déduire son emplacement.

### Du Moyen-Âge à la Révolution

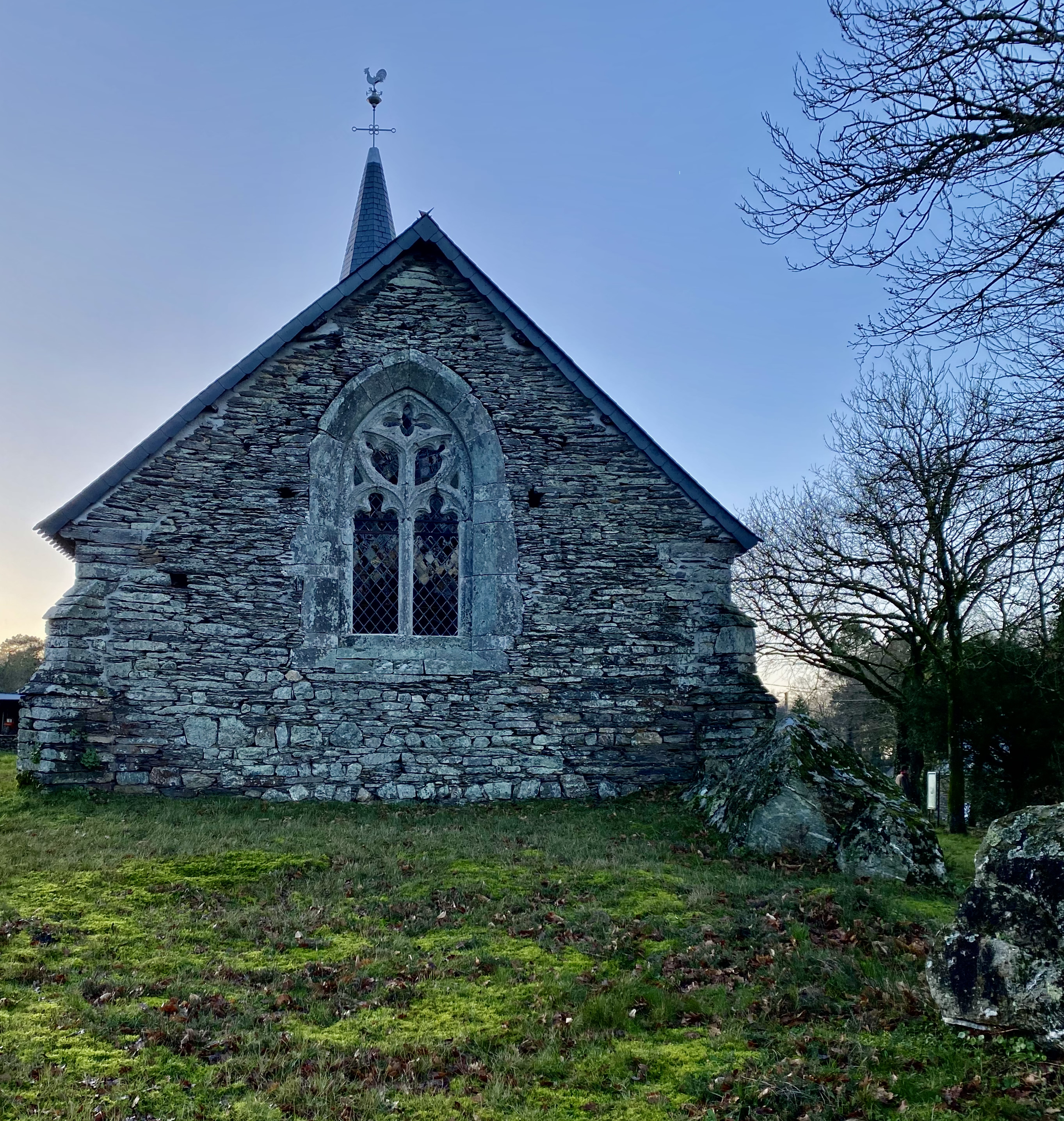
Chapelle Saint-Nicolas du Binio

Au XIe siècle, la paroisse d'Augan est intégrée dans le doyenné de Beignon de l'archidiaconé de Porhoët. L'archidiacre était en règle générale le recteur de la paroisse d'Augan, prouvant son importance à une époque où institutions religieuses et politiques faisaient cause commune. Dans ce contexte des familles nobles d'importance inégale se répartissaient les quarante-et-une seigneuries d'Augan. Ses terres, parsemées de bâtiments, s'apanageaient, s'échangeaient, s'héritaient ou se transmettaient la plupart du temps dans le cadre des contrats de mariage. Ces seigneurs féodaux unissaient aussi leurs richesses pour le rayonnement du siège de la paroisse (le bourg actuel) qui s’est progressivement développé autour d’une église construite vers 1150. La date de la construction de l'église est attestée par la découverte de pièces de monnaie trouvées dans les fondations lors de la démolition en 1868. Consacrée dès l'origine à Saint-Marc, elle s'élevait sur l’actuelle place de la Poste. La puissante maison de Montauban, établie au Binio, seraient à l’origine de la construction de cette église paroissiale détruite au XIXe siècle. Elevée à l’emplacement présumé d’un ancien sanctuaire païen, christianisé à l’époque gallo-romaine, elle était rectangulaire de style roman, ornée d’une petite tour octogonale et couverte d'ardoises en son centre. Comme toutes les églises au moyen-âge, elle a fait office de sépulture collective. Les nobles, notamment les seigneurs de Lémo et du Binio, y disposaient d’un droit d’enfeu prohibitif tandis que le peuple était inhumé sommairement sous les dalles de la nef. Mesure sanitaire de la dernière grande épidémie de peste, cette pratique a pris fin en 1720, date probable de la création du premier cimetière extérieur autour de l’édifice.
Mécènes de l'église paroissiale, les Montauban sont aussi à l'origine de la reconstruction de la chapelle du Binio. Erigée à l'origine par les moines du Winiau (Binio) vers 850, cette chapelle était le lieu de leur inhumation. Placée à l'origine sous le vocable de Saint-Aubin, les seigneurs du Binio la dédièrent ensuite à St Nicolas de Myre a leur retour des croisades. La chapelle fut reconstruite et rénovée à partir de 1450 par Guillaume IV de Montauban, chevalier de la Roche, du Binio et du Couédor. Mort en 1486, sa tombe présumée a été retrouvée à la fin du 19e siècle derrière la maître-hôtel par le Marquis de Bellevüe. On y devine encore un blason surmontant une inscription en caractères gothiques. La forteresse des seigneurs de Montauban, détruite à la fin de la guerre de cent ans, s'élevait à quelques centaines de mètres en arrière de ce sanctuaire, dans le parc actuel du château de la Grée de Callac.

#### Dans la tourmente de l’histoire du duché de Bretagne
Au XIVe siècle, plusieurs seigneurs d’Augan ont pris une part active à la guerre de succession de Bretagne qui, durant 25 ans, vit s’opposer les soutiens respectifs des deux prétendants à la couronne ducale. Le seigneur du Binio, Renaud II de Montauban, prit dans ce conflit parti pour Charles de Blois et deux de ces fils seront des chevaliers héroïques du camp franco-breton. L’ainé, Renaud III de Montauban, capitaine de Ploërmel de 1370 à 1373, sera vainqueur des anglais à Gourhel en 1353. Son cadet, Guillaume de Montauban, écuyer du sire Jean de Beaumanoir, figure sur la liste des chevaliers français du combat des Trente en 1351. Grâce à une ruse décisive, il permit la victoire de son camp. Guillaume de Montauban a très probablement trouvé la mort l’année suivante dans l’atroce mêlée de la bataille de Mauron. Le chef du camp adverse, Richard Bemborough (surnommé « Bambro » par le camp français), capitaine anglais de Ploërmel, entretenait aussi un lien avec Augan. Ce chevalier, à la réputation de grande rudesse, y détenait vraisemblablement des terres. Le village actuel de « Brambroc » tire son nom de ce lointain propriétaire, mort sur la lande de Mi-voie dans les premiers instants du combat des Trente. Selon les chroniqueurs, Branbro était un guerrier brutal et craint qui avait imposé la domination anglaise sur ses fiefs avec une grande cruauté. Est-il à l'origine de la destruction du château de son voisin et beau-père, Éon du Boisguéhenneuc ? Ancien baron de la maison du duc Jean III, ce dernier avait fait bâtir un manoir à la « Ville Éon » dans la paroisse de Caro. Contraints de s'éloigner d'Augan pour leur pris dans la guerre des deux Jeanne et peut-être aussi pour fuir la grande épidémie de peste qui fit périr les deux tiers de la population du Porhoët entre 1348 et 1349, ses descendants s'y établir définitivement. Détruit vers 1350, le château « vaste et simple » du « Boisguéhenneuc », s'élevait à un kilomètre à peine du manoir de « Brambro » également disparu.

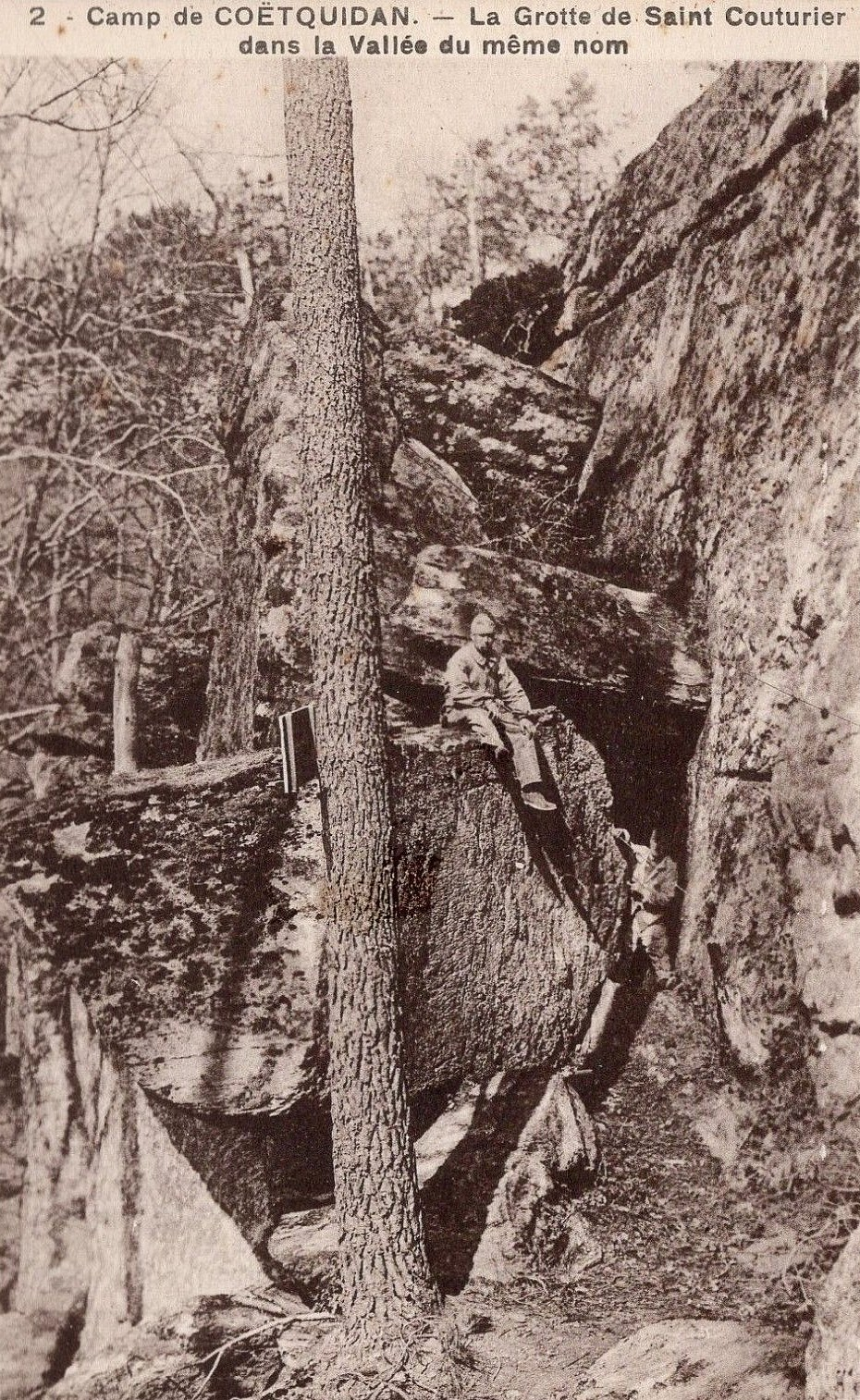
Augan ː la grotte de Saint-Couturier (dans la partie de la commune incluse dans le camp de Coëtquidan).

Le siècle suivant sera marqué par la notoriété de la famille de Belloüan, seigneurs du Bois-du-Loup, de Trieux et de la Villefief. Trois chevaliers de cette famille marquée par la 7e croisade, Pierre Grégoire (Perrot), Benoit et Guillaume de Belloüan, seront successivement capitaines de Ploërmel. Ils figureront à ce titre en bonne place sur le banc des barons du duc de Bretagne. Dans sa monographie sur Ploërmel, le Marquis de Bellevüe rapporte que le premier jouera en 1420 un rôle déterminant dans la libération du duc Jean V, retenu prisonnier par Marguerite de Clisson au château de Champtoceaux et que le troisième, inhumé en l’église Saint-Armel de Ploërmel, à quelques mètres des tombeaux des ducs Jean II et Jean III de Bretagne, sera un compagnon d'armes de Jeanne d'Arc après avoir été page de Richard de Bretagne.
La fin de l’époque médiévale, qui coïncide en Bretagne avec l’apogée du duché, marque aussi l'avènement de Philippe de Montauban en tant que chancelier de Bretagne. Il fut nommé par le duc François II et confirmé dans ses titres par sa fille la reine Anne de Bretagne, il vécut une partie de son enfance au château du Binio dont son père, Guillaume IV de Montauban (voir plus haut), fut le dernier propriétaire avant sa destruction. L'imposant tombeau de ce haut personnage, mort en 1514, a été déplacé dans l'église de Ploërmel après la destruction du couvent des Carmes. A la même époque, vivait à Augan Eustache d'Espinay, seigneur de Trieux. Après avoir été écuyer du connétable de Richemont, ce dernier sera chambellan du duc de Bretagne.

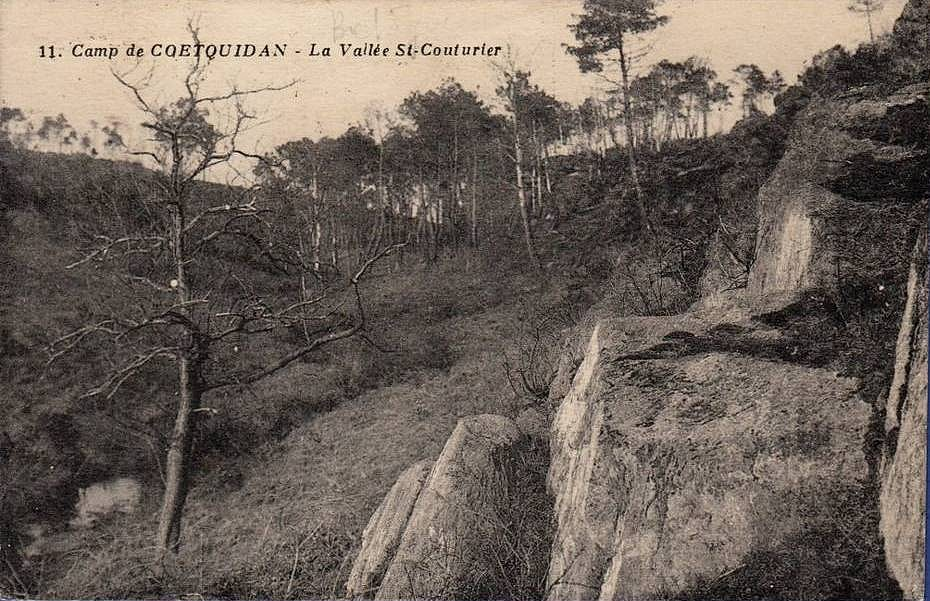
Augan ː la vallée de Saint-Couturier (dans la partie de la commune incluse dans le Camp de Coëtquidaɲ).

Saint Couturier serait selon la légende un ermite du XVe siècle dont le culte est encore attesté à Augan au XIXe siècle et au début du XXe siècle. Un vallon (dit aussi vallée  de Roherman) et une grotte de saint Couturier se trouvent dans les terrains du camp de Coëtquidan.

#### Entre huguenots et ligueurs
Au XVIe siècle les idées de la Réforme se sont peu répandues à Augan contrairement à quelques paroisses voisines sous l'influence de puissantes familles passées au protestantisme. Restés majoritairement catholiques et dans l'obéissance au souverain seigneurs et gens d'Augan ont été peu concernés par les premiers épisodes des guerres de Religion qui vit pourtant s'opposer dans la région les maisons de Cossé-Brissac, restée catholique, et de Rohan, convertie aux idées de Calvin. Un huguenot d'Augan fera toutefois parler de lui à partir de 1589 durant la guerre de la Ligue : Jean-Baptiste Buisnard, seigneur de la Villevoisin et de Rohalaire. Capitaine de la place forte de Malestroit, il défendit la ville restée fidèle à Henri III, puis surtout à son successeur Henri IV, contre le duc de Mercœur, gouverneur de Bretagne et chef de la Sainte-Ligue. Grâce au système de défense ingénieux et énergique qu'il imagina, Malestroit pu résister à son premier siège et se maintenir pour un temps dans le camp du roi. En représailles les ligueurs, se retournèrent contre les propriétés de Buisnard. Son manoir de Rohalaire à Augan sera notamment incendiés et pillés. Beaucoup d'autres « Royaux » auront à subir le pillage de leur fief par les troupes de la Ligue. La famille Desgrées, propriétaire du château de la Touraille et du plus ancien établissement seigneurial d'Augan à Gerguy, en fera aussi les frais. Pour punir le vicomte Jean Desgrées de la Touraille de sa loyauté au roi, ses deux châteaux remontant à l'époque médiévale seront détruits sur l’ordre de Mercœur. Sans doute commandé par Philippe de Bellouan, jeune seigneur ligueur de la Villefief, les catholiques radicaux incendieront aussi toutes les fermes, les moulins et les bois attachés à cette riche et puissante seigneurie de la Touraille et de Gerguy, à la Ville Rio, au Charbon-Blanc, aux Marchix ou encore à Brambroc et à la Bossardaie, faisant de nombreuses victimes dans la population. Le château du Binio appartenant à la famille de Volvire, héritière des Montauban, subira le même sort. En représailles, le presbytère d’Augan, alors situé sur la route de Campénéac, sera incendié par les Hugentots.

#### Les XVIIe et XVIIIe siècles

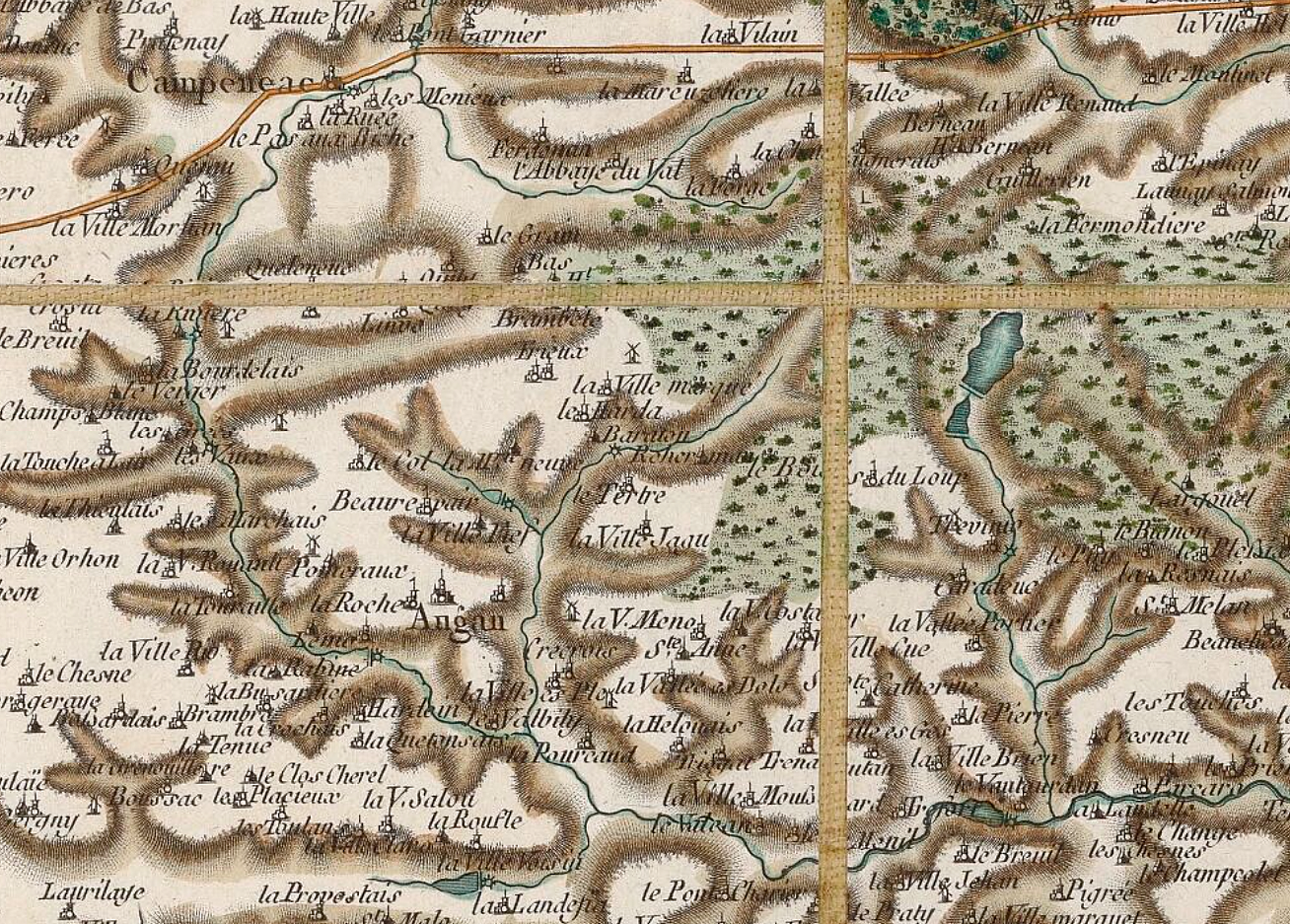
Carte de Cassini de la paroisse d'Augan et de ses environs (1785).

Jean-Baptiste Ogée décrit ainsi Augan en 1778 :

« Augan ; à 17 lieues trois quarts au Sud-Sud-Ouest de Saint-Malo, son évêché ; à 10 lieues de Rennes, et à 2 lieues un huitième de Ploërmel, sa subdélégation et son ressort. Elle relève du Roi, et compte 2 400 communiants. La cure est à l'alternative. Son territoire, coupé de vallons et de collines, est couvert de bois et plein de landes. Il renferme plusieurs maisons nobles (..). »

#### Révolution et Chouannerie
Sous l'influence probable d'un riche propriétaire nommé Charles-François Demay, avocat à Ploërmel, élu pour représenter la paroisse à l'assemblée de sénéchaussée, Augan n'a pas rédigé de cahier de doléances au printemps 1789 mais un simple procès-verbal qui indique que "les plaintes et les remontrances de la ville de Ploërmel sont les mêmes que celles d'Augan". Néanmoins, dans un premier temps, les idées égalitaires de la Révolution française ont bien rencontré la sympathie des paroissiens. Quelques mois après l’abolition des privilèges, la paroisse sera le théâtre d’émeutes paysannes, réclamant des seigneurs locaux le renoncement à leurs droits féodaux. Partie de Maure-de-Bretagne le 18 janvier 1790, une troupe d’environ 1 800 insurgés se déploie dans tous le pays de Brocéliande, jusqu’au 5 février suivant. Beaucoup de ces révoltés étaient originaires d'Augan et notamment des villages du Binio et du Col. Les châteaux du Bois-du-Loup et de la Grée de Callac sont les premiers visés par les Sans-culottes, guidés dans leur marche sur les seigneuries par le vicaire Joseph Pongérard de la paroisse d'Augan. C'est l'un de ces hommes, le boulanger Pierre Eono, qui exercera le premier la fonction de maire, de 1790 à 1792. Jean Perret, le commissaire nommé à Augan, l'épaulera dans ses missions notamment de maintien de l'ordre et de partage des grains dans les fermes expropriées aux exilés. Selon Bellevüe, en ces temps d'effervescence politique, les nobles eux-mêmes étaient assaillis par des sentiments mélangés, à la fois attachés aux traditions religieuses et régionales, et opposés au centralisme monarchique et à la captation des richesses par la cour de Versailles. Si les opinions royalistes du Comte du Bot, châtelain de la Grée, étaient sans ambiguïté, celles d’Auguste-Hyacinthe de Langan, châtelain du Bois-du-Loup, étaient elles beaucoup plus floues. Dans une lettre adressée à la municipalité de Rennes, le procureur fiscal de Beignon l’accuse d’avoir pris part à un complot aristocratique visant à instrumentaliser les paysans d’Augan contre la monarchie : « le 19 janvier 1790 les vassaux de M. de Langan se sont rendus en son château du Bois-du-Loup en la paroisse d’Augan pour le forcer à l’abandon de ses droits féodaux, le lendemain le nommé Jean Chotard, son domestique, vint confirmer le fait, ajoutant que son maitre avait été pris au collet et secoué fortement ; lui demandant pourquoi il n’avait pas défendu son maitre, il répondit que son maitre l’avait prévenu que ces gens se présenteraient chez lui, qu’ils feindraient de lui faire du mal, mais qu’il ne lui en arriverait point. » Le lendemain M. de Langan, se défend d’avoir voulu soulever les paysans de la paroisse d’Augan. Il se présente au contraire comme victime des assaillants, puisque ses registres seigneuriaux ont été détruits. De par sa longue amitié avec Voltaire, un autre seigneur d’Augan, Jean Chrysostôme Larcher, Comte de la Touraille (né au Bois-du-Loup en 1720) partagea aussi - en partie - les idées émancipatrices des Lumières. Proche du Prince de Condé, dont il fut l’aide de camp durant la guerre de Sept ans, il sera néanmoins guillotiné à Paris le 9 thermidor de l’An II (1794), le jour même de la chute de Robespierre.
Avant l'affaire du recouvrement forcé des impôts en novembre 1792 et l'occupation du bourg par les troupes révolutionnaires, c’est la Constitution civile du clergé qui fit basculer la paroisse d’Augan du côté contre-révolutionnaire. A l’automne 1790, les prêtres d’Augan refusent tous de prêter serment à la Convention nationale. L’abbé Trillard, recteur de la paroisse, doit d'abord prendre la fuite. Puis, l’abbé Pongérard sera à son tour contraint à l’exil l’année suivante, après avoir refusé de lire en chaire une lettre empreinte d’idées révolutionnaires de l’évêque « schismatique » de Vannes. Après quelques mois d’exil à Jersey, Joseph Pongérard revient à Augan en 1792. Il sera protégé par ses coreligionnaires en sa paroisse natale (né en 1747 à la Ville Jagu). Pourchassé par les gendarmes de Malestroit et de Ploërmel, il sera finalement arrêté à Saint-Malo en 1793. Jugé et condamné à mort, il est décapité le 11 mars 1794 sur la place du Parlement à Rennes. Cette affaire retentissante et la répression qui s’ensuivit (destruction des chapelles Saint-Eustache de Trieux, Saint-Méen de Coduant, Sainte-Catherine de la Ville-Cué, et Saint-Guillaume de la Ville-Fief) précipita la population d’Augan dans les bras des anciens seigneurs et dans un soutien plus ou moins actif à la chouannerie. Ce mouvement royaliste était particulièrement implanté dans le pays de Brocéliande, notamment en raison de l'implication très forte des Busnel, anciens seigneurs de Beaurepaire, dans cette guerre civile qui déchira la Bretagne à partir de 1793. Sous le Ier Empire, le Comte Joseph Le Doüarain de Lémo, fortement hostile à Napoléon, y prit une part importante. D'abord chef de bataillon de l’Armée catholique et royale dans le secteur de Guer, il combattit les bonapartistes à la bataille de Muzillac en 1815. Châtelain érudit de Lémo, il deviendra maire d’Augan et conseiller général du canton de Guer à la Restauration.

##### Retour à l’ordre, controverses républicaines et rétrécissement territorial.
Le XIXe siècle post impérial est marqué par un net regain des valeurs religieuses et le retour des anciennes familles aristocratiques à la direction des affaires. Quelques chouans irréductibles, menés par Joseph Le Douarain de Lémo, se distinguent. Un garde-champêtre, nommé Pierre Etrillard fera notamment parler de lui pour ses bravades contre les représentants du pouvoir central.
Nommé maire en 1816, Le Douarain fait élaborer et adopter un nouveau plan cadastral à partir de 1820. Quoique plus équitable, classifiant les terres en trois catégories, le cadastre est établi par une commission de notables ayant le souci premier de ménager les plus grandes propriétés foncières issues de l’ancien régime et de reconstituer les domaines que la Révolution avait démembrés. Dans ce contexte, de retour à l’ordre, le droit ancestral de vaine pâture est encadré par une délibération du conseil municipal du 22 novembre 1826. Le nouveau maire, Jean-Mathurin Gandehar, entend limiter cette pratique considérée comme abusive par les grands propriétaires.
A. Marteville et P. Varin, continuateurs d'Ogée écrivent en 1843 qu'Augan est désormais une paroisse succursale et que, pour une superficie totale de 4 335 hectares 17 ares, elle a 
1 723 ha de terres labourables, 442 ha de prés et pâturages, 172 ha de bois, 68 ha de vergers et jardins, 1 755 ha de landes et incultes, 13 ha d'étangs et 25 ha de châtaigneraies. Ils précisent aussi qu'on y parle le français [en fait le gallo].
À 90 % paysanne et rurale, la population estimée à un peu moins de 2 000 habitants demeure pauvre, attachée à des exploitations agricoles minuscules et logée dans un habitat rudimentaire, souvent insalubre. Entre 1849 et 1850, une épidémie de choléra fait une centaine de victimes à Augan dont le recteur de la paroisse, un vicaire et une religieuse. En 1854, la commune d'Augan, ainsi que de nombreuses communes des alentours, est ravagée par une épidémie de dysenterie. La grande épidémie de variole de 1870 et 1871 sera tout aussi sévère infectant en premier lieu les personnes en contact avec les soldats mobilisés par la guerre franco-prussienne.

Plusieurs familles nobles ont laissé leurs empreintes sur cette période de raffermissement conservateur. Ces lignées aristocratiques ont donné à la Commune plusieurs édiles et ont commandé la construction de la plupart des édifices publics et privés visibles de nos jours. Le château de Beaurepaire est construit en 1835 par Amaury de Farcy de Saint-Laurent (ancien maire pour un court mandat). Amédée de Savignhac l’acquiert en 1844. Maire d'Augan, conseiller général et très brièvement député du Morbihan celui-ci finança sur ses deniers personnels la construction de l’église paroissiale Saint-Marc à partir de 1865. Sur autorisation spéciale du préfet du Morbihan, il y sera inhumé quelques années avant sa veuve, qui permit quant à elle la construction du presbytère, de la maison des religieuses, de la chapelle des Congrégations et de l’école des filles (actuelle école Sainte-Thérèse). Le château de Lémo est aussi agrandi et transformé à la même époque par la famille Mouësan de la Villirouët. Maire d’Augan à deux reprises, le châtelain de Lémo Paul Mouësan de la Villirouët fera construite en 1876 le bâtiment de la mairie, faisant également office d’école pour les garçons. Unis par mariage aux Mouësan, les Fournier de Bellevüe investissent pour leur part une fortune héritée d’un passé colonial à Saint-Domingue (Haïti) dans la rénovation et l’agrandissement du château de la Touraille. Alors que la famille du Bot fait agrandir et accommoder le château de la Grée de Callac lui donnant son allure actuelle, un château neuf est construit par le comte Rolland des Clos de la Fonchais au Bois du Loup. Toutes ces riches familles, devenues employeuses d’une part significative de la population retrouvent un statut social dominant et font de la commune un bastion des adversaires du camp républicain, au point que deux maires seront révoqués, d'abord Paul Mouësan déjà cité, en mars 1880 pour avoir participé à un banquet royaliste de soutien au duc de Bordeaux à Rennes, puis son successeur Mathurin Hamery en août de 1882, pour sa farouche opposition à l'institution d'un enseignement primaire laïc. Tous deux hostiles aux lois Ferry refusèrent de mettre un terme à la rémunération des vicaires et des religieuses. La présence du Sacré-Cœur de Jésus en lieu et place de la devise républicaine au frontispice de la mairie est un autre motif de remontrance préfectorale. L'affaire n'empêchera pas Paul Mouësan d'être élu et réélu à 4 reprises avec Mathurin Hamery comme premier-adjoint. À l'issue de la première élection municipale au suffrage universel masculin, un article paru dans le journal local Le Ploërmelais, le 25 mai 1884, souligne que :
« malgré les destitutions successives les électeurs auganais maintiennent leur confiance au camp conservateur aux élections municipales ».
Au cours des deux derniers siècles le territoire communal se réduit à plusieurs occasions. Après le rattachement de la Grée de Callac à la commune de Monteneuf en 1836, la création de la paroisse de Porcaro en 1843, puis son érection en commune par décret impérial en 1860 ampute la Commune d’Augan de plusieurs centaines d’hectares. Les villages du Puit, de la Ville Brien, de la Pierre, de Treffaux et du Vautouban sont détachés.
C'est en 1873 que le ministre de la guerre fait étudier le projet d'un champ de tir sur la lande de Coëtquidan, les portions de lande à occuper momentanément dépendant des six communes de Guer, Augan, Porcaro, Saint-Malo-de-Beignon, Campénéac et Beignon. « Elles se composent, dans les cinq premières, de terrains communaux que les municipalités s'étaient empressées de mettre à la disposition de l'administration de la guerre, moyennant la concession de certains avantages, notamment des fumiers. Mais, dans la commune de Beignon, la négociation avait été plus difficile parce que les terrains y étaient devenus l'objet d'un partage consommé entre les habitants, et qu'on avait à traiter avec un plus grand nombre d'individus ».

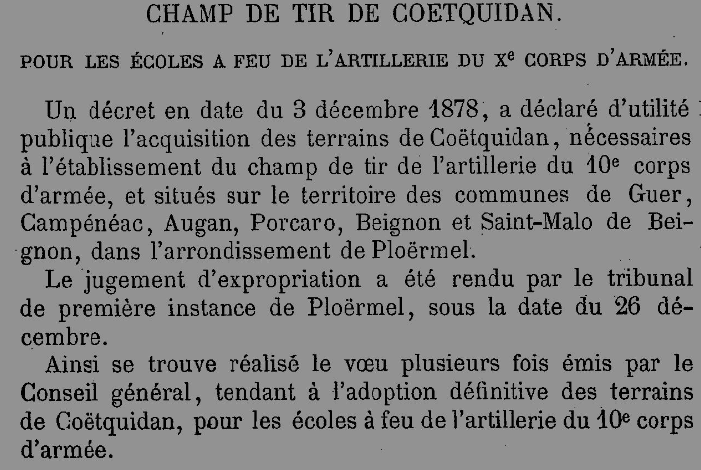
Création du champ de tir de Coëtquidan en 1878 (Conseil général du Morbihan).

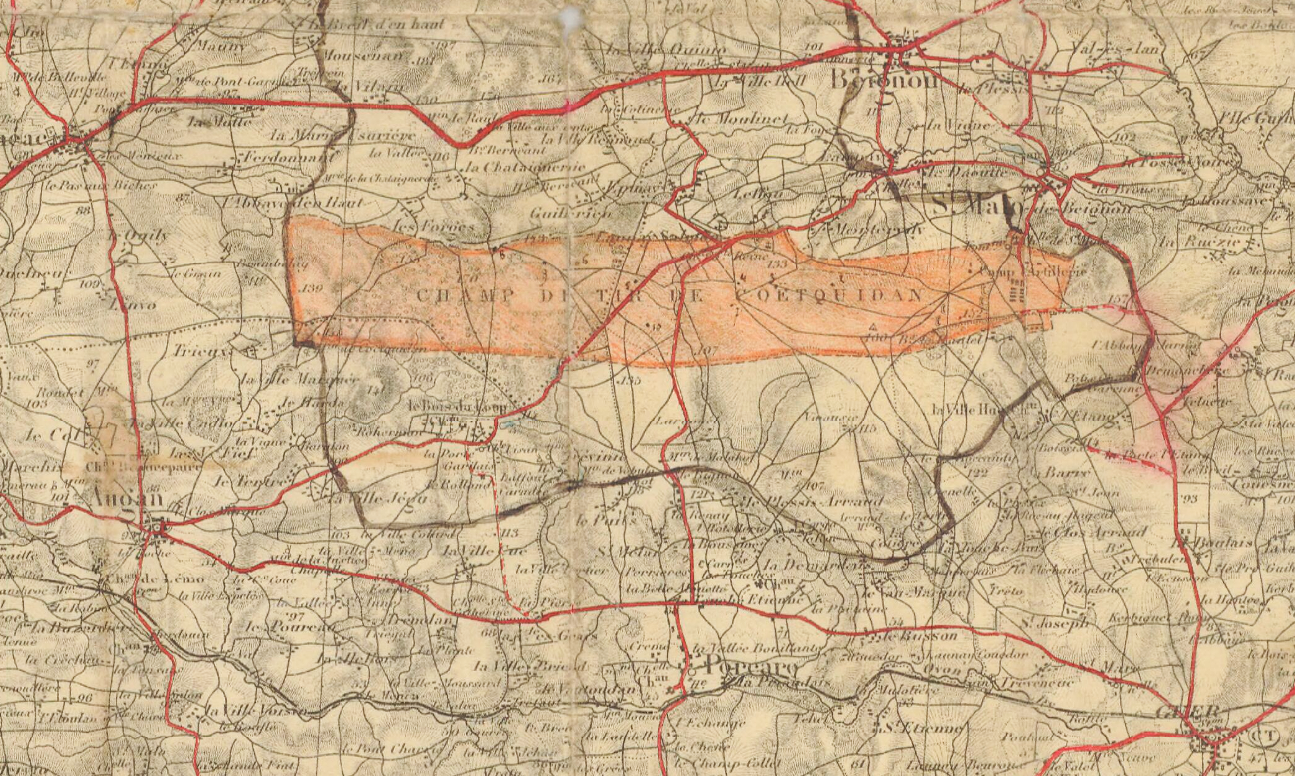
Carte du champ de tir de Coëtquidan lors de sa création en 1878 (Service géographique de l'armée).

Ce démembrement au nord-est se poursuivra quand en 1878, le sénateur Charles de la Monneraye et le Général Charles de la Foy eurent idée de créer un champ de tir d’artillerie sur la lande de Coëtquidan (décret d'utilité publique en date du 3 décembre 1878 et jugement d'expropriation en date du 26 décembre 1878 par le tribunal d'instance de Ploërmel). Accepté par le ministre de la Guerre en 1880, le projet conduit à l’expropriation de 500 hectares de landes et de bois sur une bande de 10 km de longueur et d’environ 3 km de largeur. Le château Bois-du-Loup et les villages alentour seront progressivement englobés dans ce qui deviendra le camp de Coëtquidan.
En juin 1882 les conseils municipaux de Campénéac, Monteneuf et Augan refusent toue subvention à la caisse des écoles et émettent le vœu suivant : « Le conseil municipal, faisant droit à la demande des habitants de la commune, réclame de la façon la plus absolue que l'enseignement religieux continue, comme par le passé, à être donné dans les écoles ».

### LeXXesiècle

#### La Belle Époque
Le 5 avril 1903 est mis en service le tronçon Messac-Ploërmel de la ligne de chemin de fer de Châteaubriant à Ploërmel, à voie métrique et voie unique ; elle dessert les gares de Guipry, Pipriac-Lohéac, Maure, Brulais, Guer, Port-Sec de Porcaro et Augan.

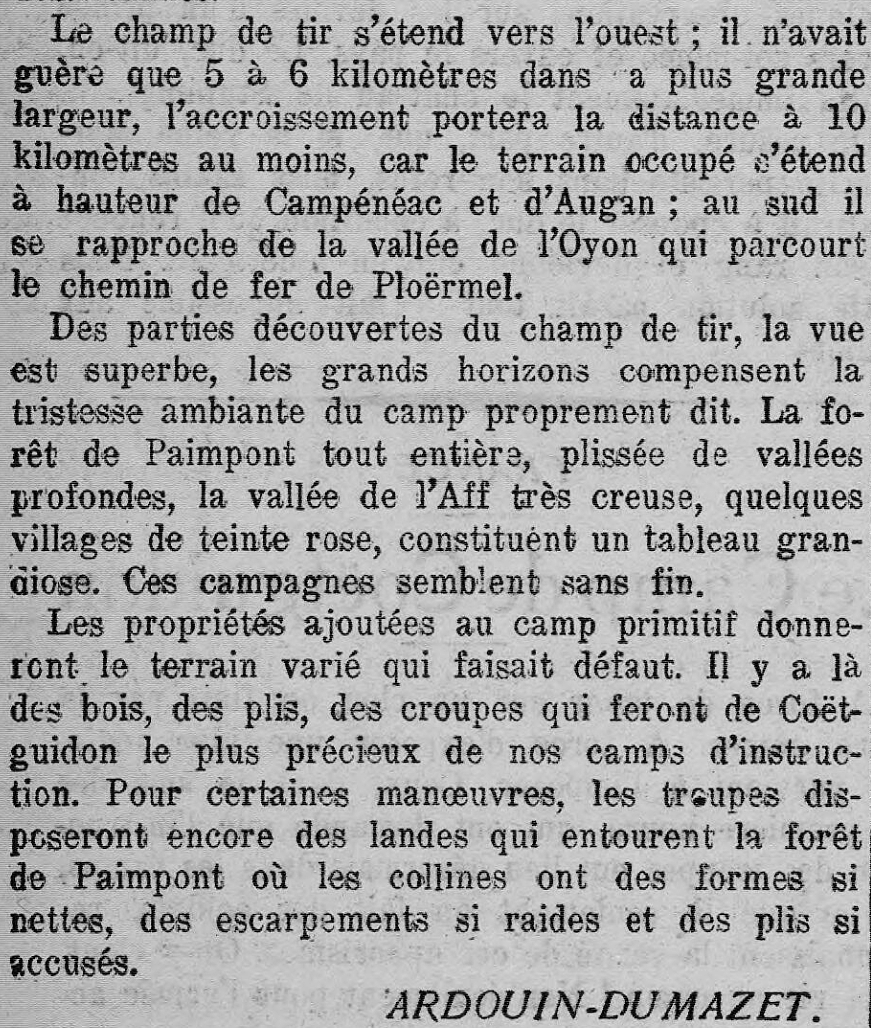
L'extension projetée du camp de Coëtquidan (Le Courrier de Metz, 1908).

En 1903, en vertu de la loi sur les congrégations, l'école privée catholique d'Augan fut fermée sur décision du liquidateur. Paul Mouësan de la Villirouët en revendiqua la propriété, mais fut débouté par le tribunal de Ploërmel le 15 juillet 1904, mais obtint finalement gain de cause lors d'un nouveau procès devant le même tribunal en avril 1906.
En 1908 la Grande Ardoisière d'Augan, propriété d'Edmond Ubermuhlen, est vendue par celui-ci.
Les expropriations provoquées par l'extension du camp de Coëtquidan aux alentours de 1910-1912 provoquèrent un véritable traumatisme dans la région : 400 habitants et 2 000 hectares (en réalité 1 640 hectares) de terres furent expropriés à Beignon ; à Campénéac, Augan et Porcaro près de 5 000 hectares ont été frappés d'expropriation. « Le château du Bois-du-Loup, valant 1 million [de francs] a été abattu à coups de canon (..) Les villages de Montervily, Le Faou, Launay-Salmon, Lépinay, La Ville-Quignon, La Ville-Lhèle sont tous dévastés. Les anciens propriétaires de ces maisons ont tiré le meilleur parti possible des boiseries, portes et fenêtres ; le génie qui a pris possession de toute cette contrée a emporté le reste : poutres, etc.. (..) Plus loin, nous entrons dans la chapelle Saint-Mathurin, de style roman. Les portes sont brisées ; plus d'autel, plus un seul vitrail ; les dalles ont été enlevées (..) Il en est de même, paraît-il, des chapelles de Saint-Méen et de Sainte-Reine, où tous les ans, jadis, les foules venaient en pèlerinage ». En octobre 1914 de faux bruits accusèrent à tort des prisonniers de guerre allemands, hébergés à Saint-Malo-de-Beignon, d'être les auteurs de ces destructions.
À Augan l'extension du camp de Coëtquidan provoqua l'expropriation de 568 ha et l'expulsion des habitants vivant dans les zones concernées, notamment ceux du château et du village du Bois-du-Loup. Le journal L'Ouest-Éclair du 3 septembre 1911 publie une annonce du Service des Domaines concernant la vente du château à démolir du Bois-du-Loup, situé sur les terrains du camp de Coëtquidan.
En 1912 « les cultivateurs de Porcaro, Augan, Campénéac, Guer, Saint-Malo-de-Beignon demandèrent l'autorisation de faire paître leurs bestiaux sur les landes expropriées pour l'extension du camp de Coëtquidan, et de continuer à faire usage des mares, pièces d'eau et sources situées sur les terrains militaires récemment acquis pour y abreuver leurs bestiaux et pour leurs besoins domestiques » ; le ministre de la guerre fit répondre qu'« il y aurait de graves inconvénients à rapporter ces interdictions (..) sauf à titre exceptionnel ».

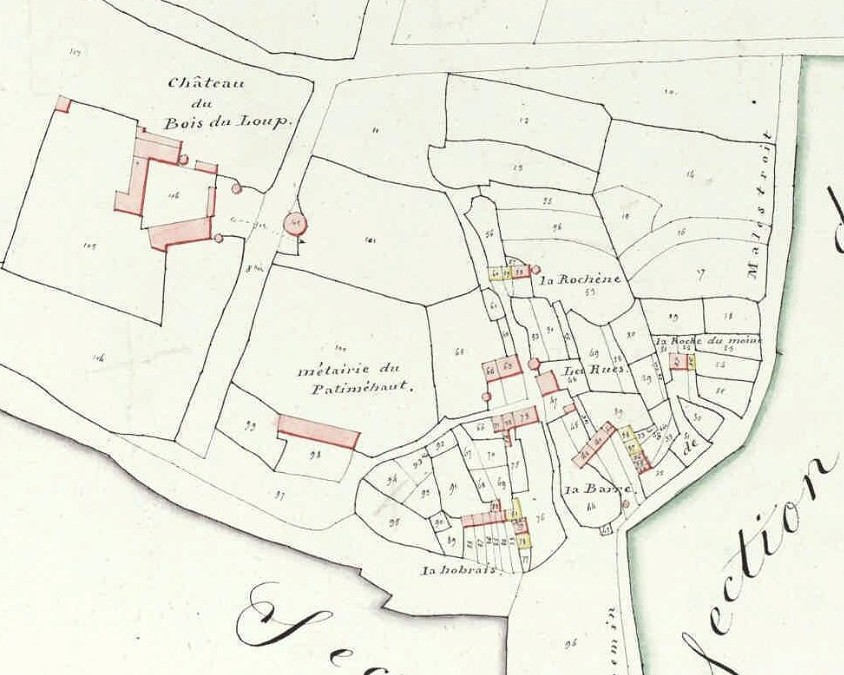
Le château et le village du Bois-du-Loup (plan cadastral de 1848).
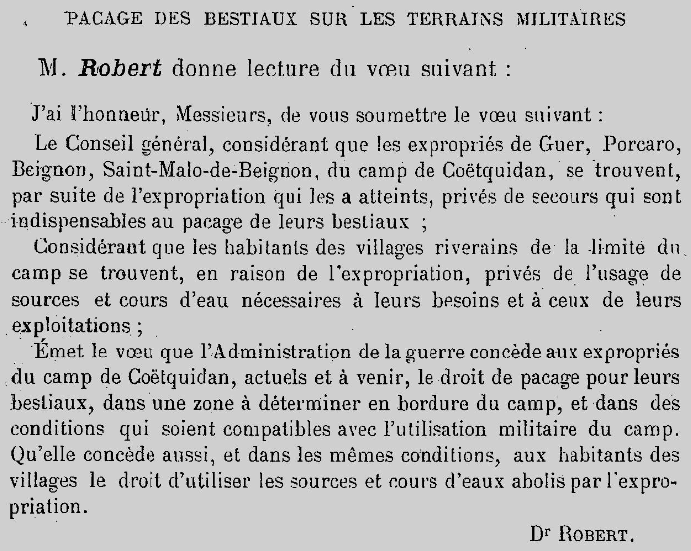
Vœu proposé et adopté par le Conseil général du Morbihan pour que les paysans obtiennent le droit de pacage et d'eau dans le camp de Coëtquidan (1912).
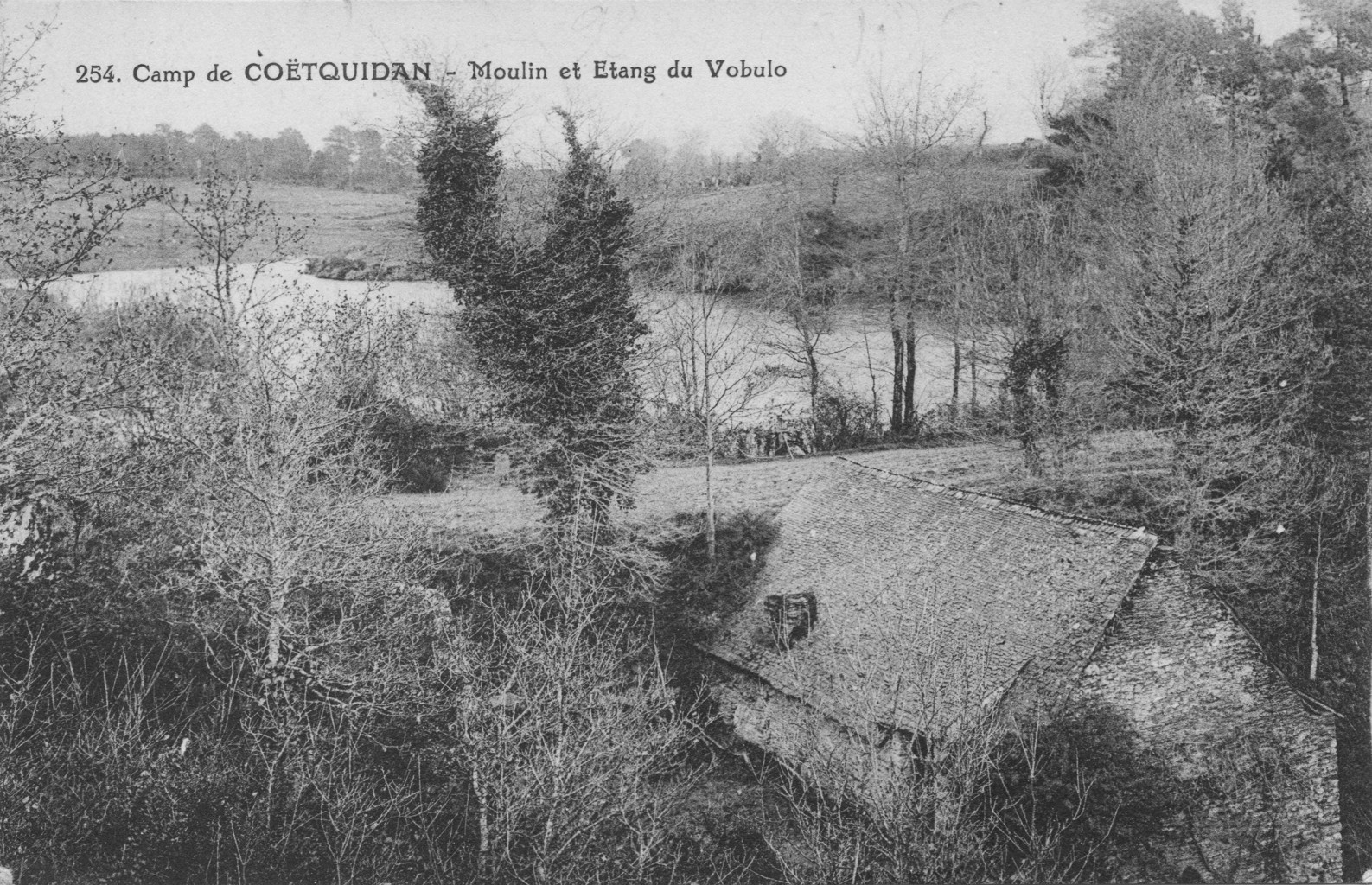
Augan ː le moulin et l'étang du Vobulo au début du XXe siècle (dans la partie de la commune incluse dans le camp de Coëtquidan).
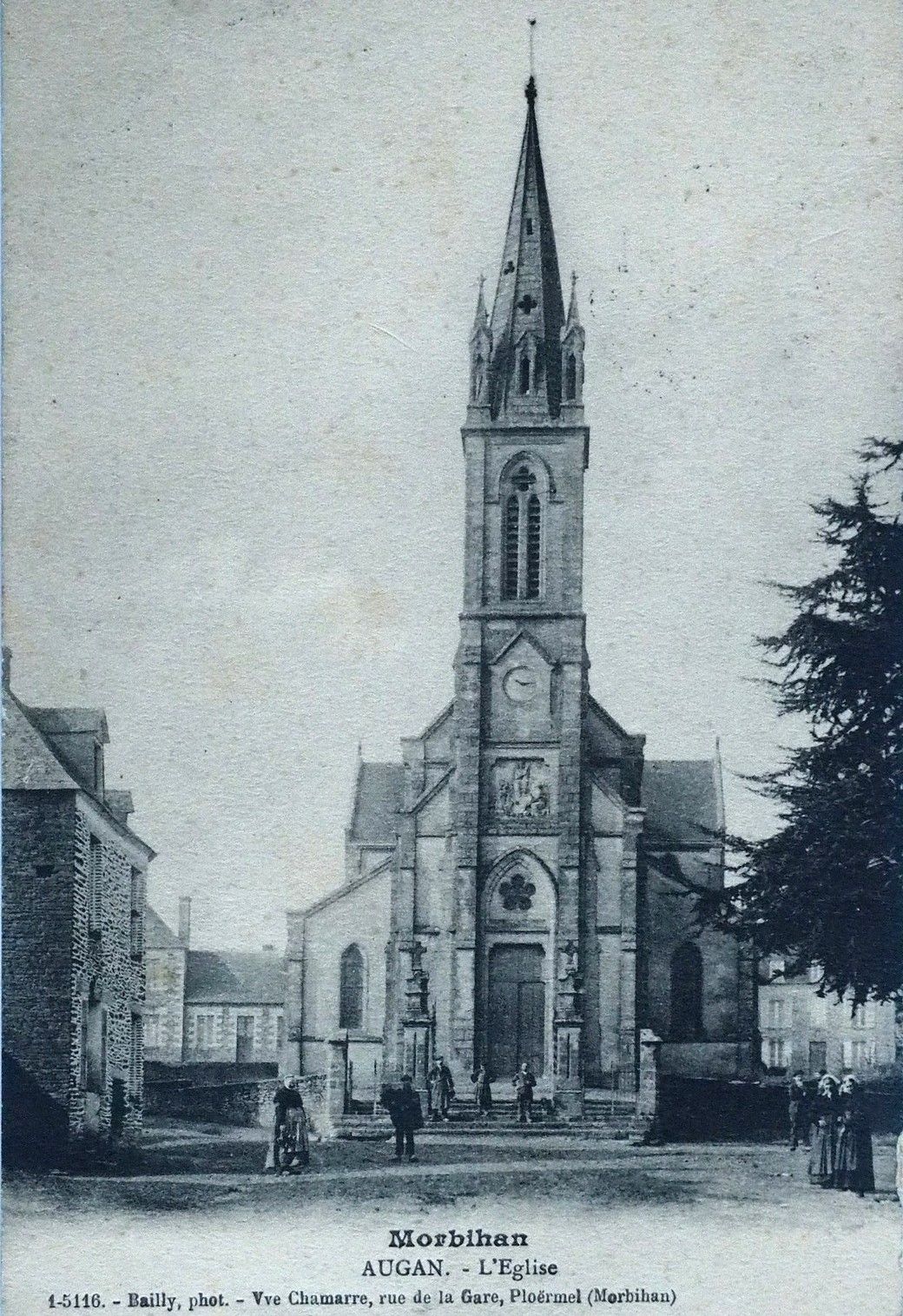
Augan ː l'église paroissiale au début du XXe siècle (carte postale).
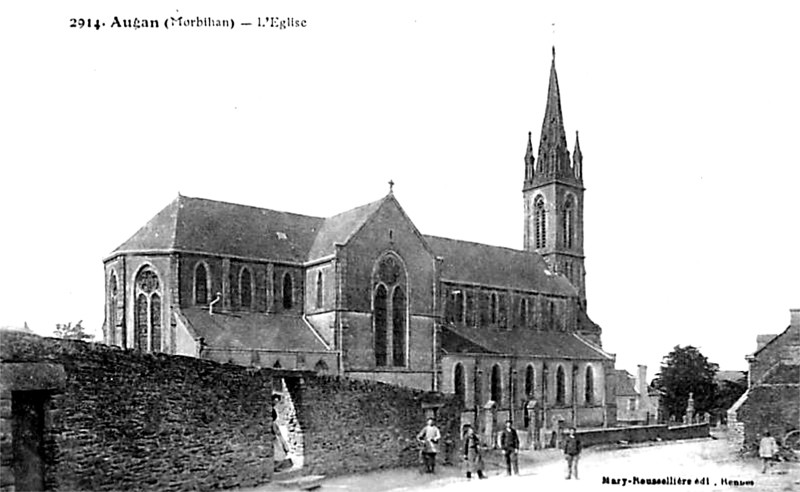
Augan ː l'église paroissiale au début du XXe siècle (carte postale).

En décembre 1911 la création d'un bureau de bienfaisance est autorisée à Augan, celui-ci bénéficiant des biens de la fabrique de la paroisse, qui étaient jusque-là placés sous séquestre depuis les inventaires des biens d'église.
Sur décision gouvernementale, l'école privée congréganiste de filles d'Augan, tenue par les Sœurs de l'Immaculée Conception de Saint-Méen, doit fermer avant le 1er février 1913.

#### La Première Guerre mondiale
Le monument aux morts d'Augan porte les noms de 108 soldats morts pour la France pendant la Première Guerre mondiale ; parmi eux trois sont morts en Belgique (François Sorel à Maissin et Mathurin Voisin à Rossignol, tous les deux dès le 22 août 1914 et Armand Amice à Dixmude le 21 octobre 1914) ; deux sont morts en mer (Joseph Métayer le 7 octobre 1915 lors du naufrage de l'Amiral-Hamelin et Joseph Barré le 4 octobre 1916 lors du naufrage du Gallia) ; Isidore Boulin, Pierre Jossin et Jean Thétiot sont morts en captivité en Allemagne ; Joseph Gilard, zouave au 1er régiment de zouaves, est mort des suites de ses blessures à Alexandrie (Égypte) le 11 juin 1915 ; François Duchêne et Émile Perrichot ont été tués en 1915 lors de la bataille de Sedd-Ul-Bahr en Turquie ; quatre sont morts dans les Balkans (Julien Boclaud, Joseph Guillemnin et Pierre Pontgérard en Grèce et François Chérel dans l'actuelle Macédoine du Nord), tous les quatre en 1916 ou 1917 dans le cadre de l'expédition de Salonique ; la plupart des autres sont morts sur le sol français (parmi eux Jules Jarnigon est mort de ses blessures à l'hôpital complémentaire 117 de Rennes le 11 juin 1919, donc 8 mois après l'armistice, décoré de la Médaille militaire et de la Croix de guerre ; Pierre Martin, tué à l'ennemi le 21 avril 1917 à Berry-au-Bac (Aisne), a aussi reçu ces deux décorations.

#### L'Entre-deux-guerres
Une réunion organisée le 15 juin 1921, réunissant des autorités militaires, l'ingénieur des Ponts et Chaussées de Pontivy et les maires de  Beignon, Saint-Malo-de-Beignon, Campénéac, Augan et Guer précisa les modalités d'interruption du trafic routier lors des séances de tir dans le camp de Coëtquidan, concernant notamment la route nationale 24 (dont le tracé d'alors passait par Campénéac et Plélan-le-Grand via Beignon et Trécesson) et les routes d'intérêt local « de viabilité médiocre [où] la circulation rurale est beaucoup plus importante que la circulation automobile » comme les axes Augan-Beignon et Porcaro-Beignon. En 1929 les élus locaux demandent une restriction des interdictions.

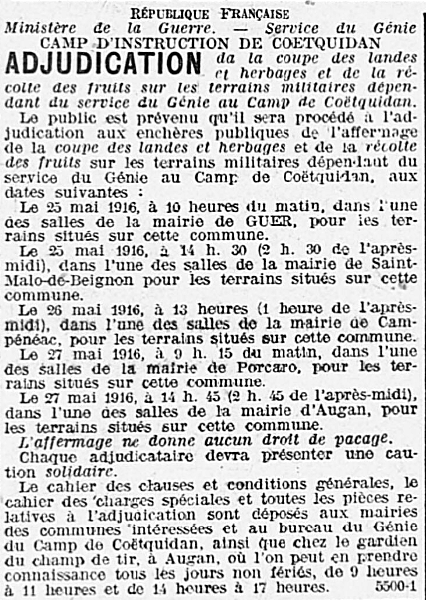
Camp de Coëtquidan ː adjudication annuelle de la coupe des landes et herbages (1916).
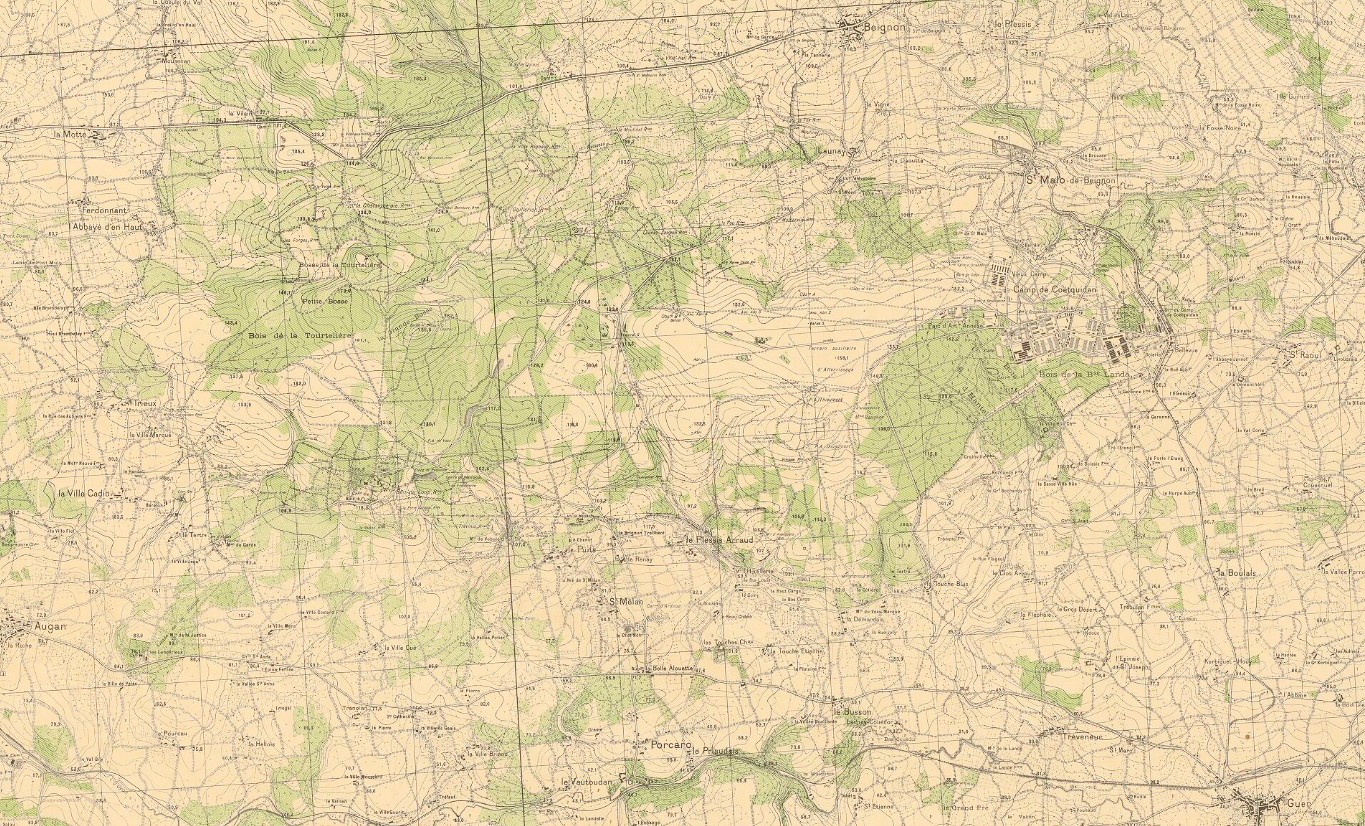
Carte du camp de Coëtquidan en 1926 (Service géographique de l'armée).
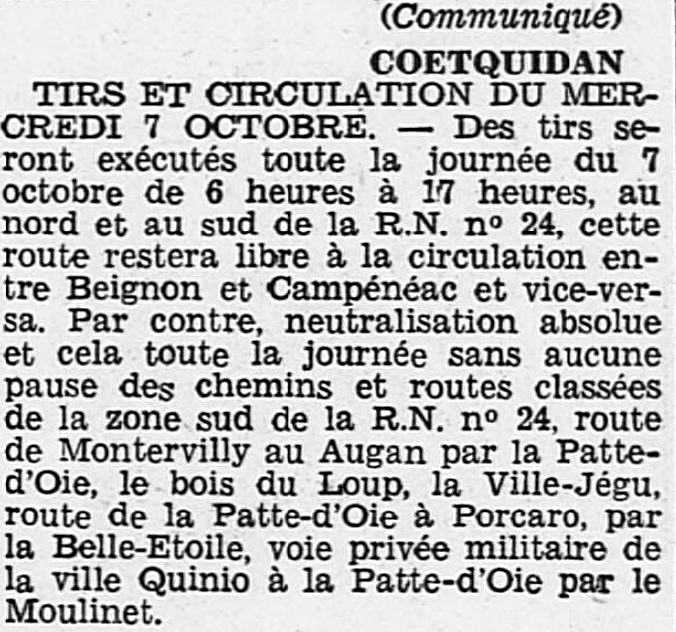
Communiqué annonçant la fermeture de routes lors d'une séance de tirs dans le camp de Coëtquidan (journal L'Ouest-Éclair du 7 octobre 1936).
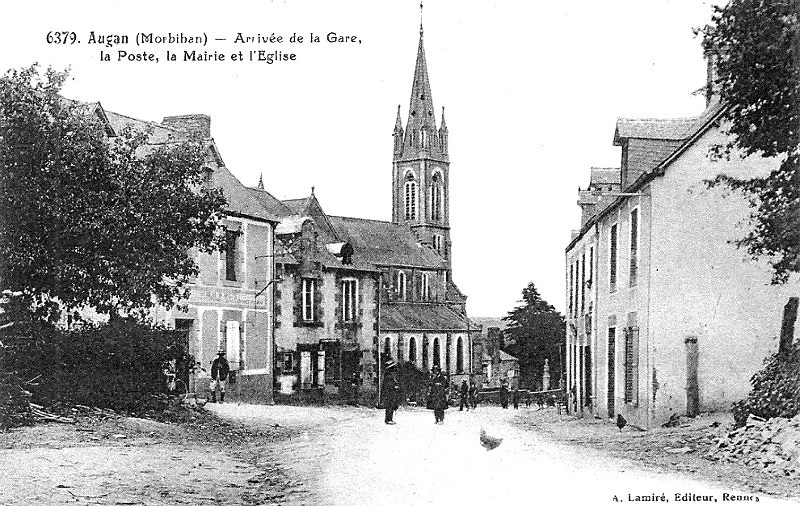
Le bourg d'Augan vers 1930 (carte postale).
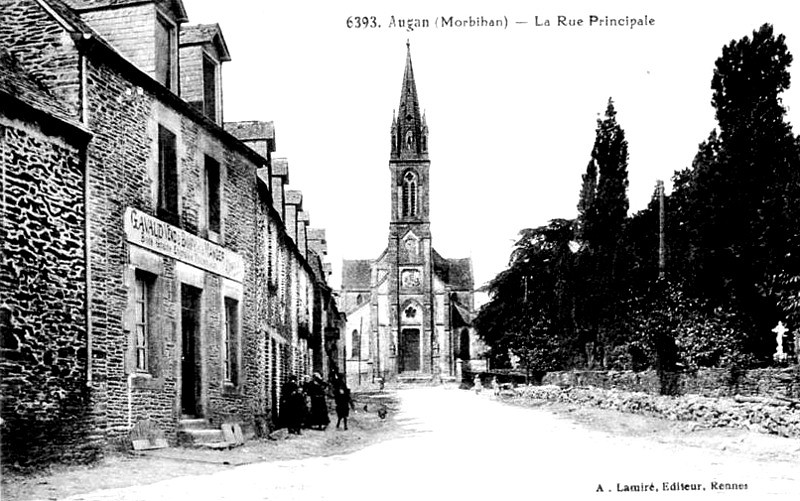
Augan ː la rue principale vers 1930 (carte postale).

Augan commence à être électrifié en 1931.
Plusieurs milliers de réfugiés espagnols furent regroupés entre les mois de mai et de septembre 1939 au "Centre de Rassemblement des Étrangers" du Bois du Loup dans le camp de Coëtquidan. Sept bâtiments en dur furent construits à l’est du château du Bois du Loup. Pour les monter, les réfugiés espagnols prélevèrent des matériaux sur les habitations de l’ancien village du Bois du Loup vidé de ses habitants en 1910 dans le cadre de l'extension du camp de Coëtquidan. Les réfugiés furent ensuite employés à des travaux de construction et d'entretien de routes et chemins vicinaux.

#### La Seconde Guerre mondiale
Après la défaite française de 1940, l'armée allemande prit possession du camp de Coētquidan, y remplaçant l'armée polonaise qui l'occupait entre septembre 1939 et juin 1940. Pendant la deuxième moitié de 1943, l'armée allemande décide un agrandissement du camp de Coëtquidan qui concerne 2 300 hectares de forêt et 1 850 ha de terres labourables répartis dans les quatre communes de Paimpont, Augan, Campénéac et Beignon et provoque l'expulsion des habitants, les usages agricoles et forestiers pouvant être maintenus en dehors des périodes de tir ; à Augan les hameaux de la Ville-Marqué, du Trieux, de la Métairie-Neuve, de Baraton, de la Vigne et de la Ville-Cadio (en tout 200 hectares, 30 foyers et 150 personnes) étaient concernés. Mais en raison de l'arrivée des troupes alliées, les personnes expulsées purent revenir dès août 1944.
Le 20 mai 1944 un groupe d'une dizaine de résistants (qualifiés de "terroristes") armés de mitraillettes attaquèrent près d'Augan le car faisant le service entre Rennes et Vannes et tuèrent l'un des passagers, Jacques Morvan, dit "Stéphan", journaliste originaire de Ploërmel et âgé de 26 ans (probablement suspecté d'être un collaborateur des Allemands).
Le monument aux morts d'Augan porte les noms de 11 personnes mortes pour la France pendant la Seconde Guerre mondiale ; parmi elles, Donatien Lerat, résistant membre du Groupe Buckmaster, réseau Oscar Parson, agent du S.O. E., a été déporté à Buchenwald, puis à Bergen-Belsen où il est mort le 20 mai 1944 ; Eugène Brunel, lui aussi résistant et membre du même réseau, est mort en déportation le 3 mai 1945 à Ebensee am Traunsee en Autriche (décoré de la Légion d'honneur et de la Croix de guerre.

#### L'après Seconde Guerre mondiale
Deux soldats (René Gavaud et J. Lucas) originaires d'Augan sont morts pour la France lors de la Guerre d'Algérie.
Le réseau d'adduction d'eau potable commence à être mis en place en 1969.

### Le XXIe siècle
En avril 2020 le conseil municipal s'est prononcé contre le projet d'installation d'éoliennes dans la commune.

## Politique et administration

### Administration municipale
Jusqu'en 1648, les chefs de la Communauté de ville étaient des alloués, remplacés par les syndics puis par les maires. Les premiers maires étaient nommés pour deux ans par les bourgeois et les notables de la paroisse.
Augan devint une commune en janvier 1790. Les premières élections se sont tenues le 15 février 1790. Pierre Eono, boulanger au bourg fut élu maire en remplacement de Louis Dolo, dernier syndic d'ancien régime.
Serment du premier conseil municipal : « Nous nous sommes assemblés à l'issue de la grand-messe de ce jour dans le cimetière et de là, nous nous sommes de suite rendus tous ensemble en l'église d'Augan où, étant le peuple rendu en grand nombre, nous avons individuellement et la main levée, prononcée à haute voix au pied du grand autel, le serment de maintenir debout notre pouvoir la Constitution du Royaume, d'être fidèles à la nation, à la Loi, au Roy et de bien remplir les fonctions qui nous ont été confiées. » Aujourd'hui le conseil municipal d'Augan comprend dix-neuf membres : le maire, quatre adjoints, et quatorze conseillers municipaux. Le conseil se réunit une fois par mois, en règle générale le mercredi à 20 heures, dans la salle du conseil municipal située au premier étage de la mairie.
L'actuelle mairie d'Augan a été bâtie en 1876 sur proposition du maire de l'époque Paul de la Villerouët. Elle tint aussi lieu d'école pour les garçons jusqu'au milieu du XXe siècle. Avant la Révolution, la communauté de ville se réunissait dans la salle de la maison commune située à proximité de l'ancienne église et du premier cimetière d'Augan (sur l'actuelle place de la Poste). Sous l'ancien régime, cette maison servait d'auditoire et de tribunal où les seigneurs de Lémo rendaient la justice. Jusqu'au XVIIe siècle le châtiment capital était infligé au lieu-dit la "Lande la Justice" entre les villages des Landérieux et de la Vallée Sainte-Anne.
Placé sous la direction d'une secrétaire générale, le personnel municipal est aujourd'hui constitué d'une dizaine de personnes. En 1790, le premier secrétaire-greffier se nommait Mathurin Leluel. Raoul Le Guerny, né au village du Tertre à Augan, lui succédera en 1792. Ils avaient la responsabilité de tenir les registres rédigés et conservés auparavant par les prêtres.
La commune d'Augan dépend de l’intercommunalité de l'Oust à Brocéliande pour laquelle elle élit 3 conseillers communautaires au sein du conseil municipal.

## Population et société

### Démographie
L'évolution du nombre d'habitants est connue à travers les recensements de la population effectués dans la commune depuis 1793. Pour les communes de moins de 10 000 habitants, une enquête de recensement portant sur toute la population est réalisée tous les cinq ans, les populations de référence des années intermédiaires étant quant à elles estimées par interpolation ou extrapolation. Pour la commune, le premier recensement exhaustif entrant dans le cadre du nouveau dispositif a été réalisé en 2008.

En 2022, la commune comptait 1 542 habitants, en évolution de −1,15 % par rapport à 2016 (Morbihan : +3,82 %, France hors Mayotte : +2,11 %).
| 1793  | 1800  | 1806  | 1821  | 1831  | 1836  | 1841  | 1846  | 1851  |
| ----- | ----- | ----- | ----- | ----- | ----- | ----- | ----- | ----- |
| 2 120 | 2 254 | 2 002 | 1 847 | 1 727 | 1 979 | 1 977 | 2 066 | 2 162 |

| 1856  | 1861  | 1866  | 1872  | 1876  | 1881  | 1886  | 1891  | 1896  |
| ----- | ----- | ----- | ----- | ----- | ----- | ----- | ----- | ----- |
| 2 130 | 1 933 | 1 955 | 1 828 | 1 846 | 1 878 | 1 929 | 1 868 | 1 814 |

| 1901  | 1906  | 1911  | 1921  | 1926  | 1931  | 1936  | 1946  | 1954  |
| ----- | ----- | ----- | ----- | ----- | ----- | ----- | ----- | ----- |
| 1 872 | 1 853 | 1 759 | 1 584 | 1 586 | 1 545 | 1 511 | 1 446 | 1 464 |

| 1962  | 1968  | 1975  | 1982  | 1990  | 1999  | 2006  | 2008  | 2013  |
| ----- | ----- | ----- | ----- | ----- | ----- | ----- | ----- | ----- |
| 1 393 | 1 310 | 1 296 | 1 302 | 1 389 | 1 272 | 1 375 | 1 405 | 1 551 |

| 2018  | 2022  | - | - | - | - | - | - | - |
| ----- | ----- | - | - | - | - | - | - | - |
| 1 535 | 1 542 | - | - | - | - | - | - | - |

### Enfance et vie scolaire
L'offre scolaire de la commune d'Augan s'arrête à la classe de CM2. Rattachées à l’Académie de Rennes, les deux écoles dépendent de l'inspection académique du Morbihan ou de la direction diocésaine du Morbihan. Les enfants poursuivent leur parcours scolaire dans les collèges publics et privés de Guer et de Ploërmel.
- l'école publique communale « l'écolibris » scolarise environ 80 élèves encadrés par une équipe pédagogie de 3 personnes ;
- l'école catholique sous contrat avec l'Éducation nationale « Sainte-Thérèse » scolarise une centaine d'enfants encadrés par une équipe pédagogique de 13 personnes.

Le service multi-accueil de la communauté des communes de l'Oust à Brocéliande offre par ailleurs 14 places de crèche.
Tous les enfants ont accès au service communal de restauration scolaire.

### Sports
Jusqu'à la création de l'Avenir Campénéac Augan (ACA) en 2019, l'offre d'activités sportives de la commune d'Augan était gérée par « les Volontaires d'Augan ». Cette association sportive loi de 1901, fondée dans l'après-guerre par le comte René de la Guérrande, premier président, est à l'origine des clubs de football et de volley-ball d'Augan.
D'autres associations, participent à la diversité des activités proposées : yoga, danse, gym ou encore badminton. Le cyclisme est aussi un sport très pratiqué. Le coureur cycliste Cyrille Monnerais est agriculteur à Augan.
La commune compte également une association de pêche, « les pêcheurs des Rosaies » et une société de chasse.
Augan dispose d'une salle multisports, d'un court de tennis extérieur et d'un stade de football.

## Culture locale et patrimoine

### Lieux et monuments

#### Patrimoine religieux
- l'église Saint-Marc-Saint-Joseph : l'église actuelle, de style ogival et en forme de croix latine, a été inaugurée le 28 octobre 1868 ;

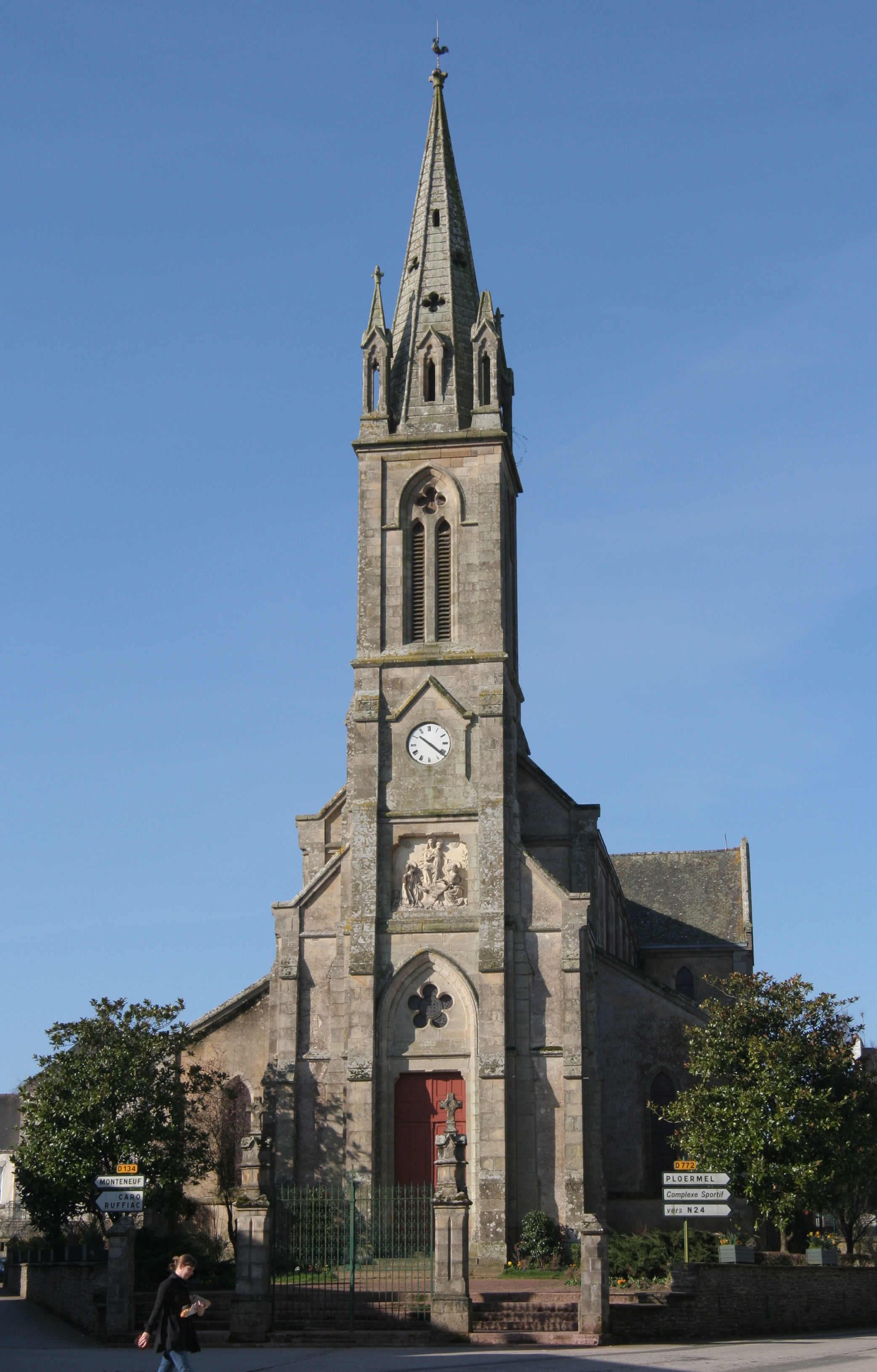
Église Saint-Marc-Saint-Joseph : la façade et le clocher.

- les chapelles Saint-Nicolas du Binio (XIIIe siècle et XVe siècle), Saint-Malo du Plessis (XVIIIe siècle), Saint-Méen de Gerguy (XIVe siècle, XVIIe siècle et XVIIIe siècle), Notre-Dame du Bourg (XIXe siècle), Sainte-Catherine-et-Sainte-Anne (1891) ;

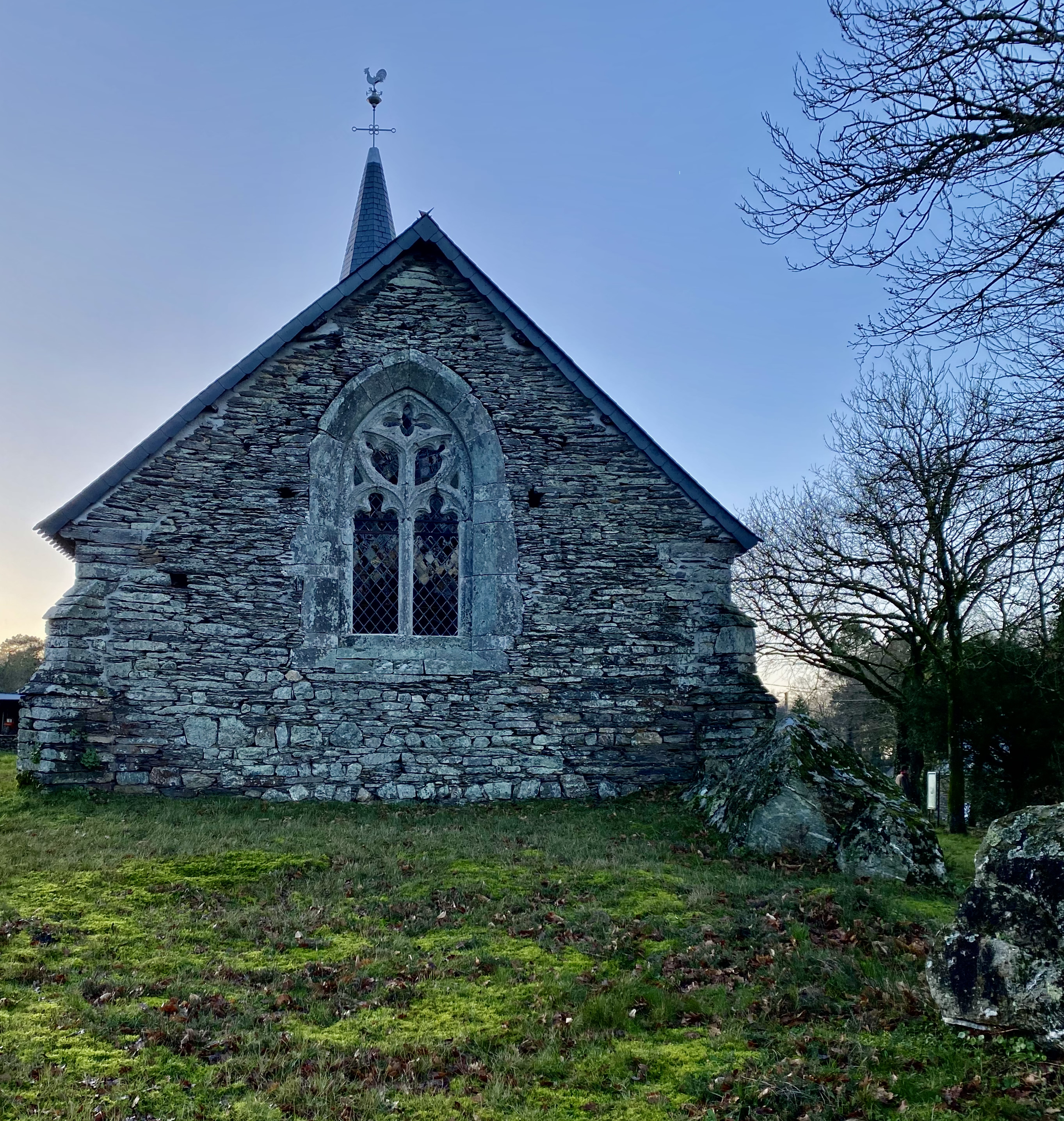
Chapelle Saint-Nicolas du Binio : vue extérieure d'ensemble.

- Croix anciennes, dont celle du cimetière datant du XVIe siècle ( Inscrit MH (1927))[130].

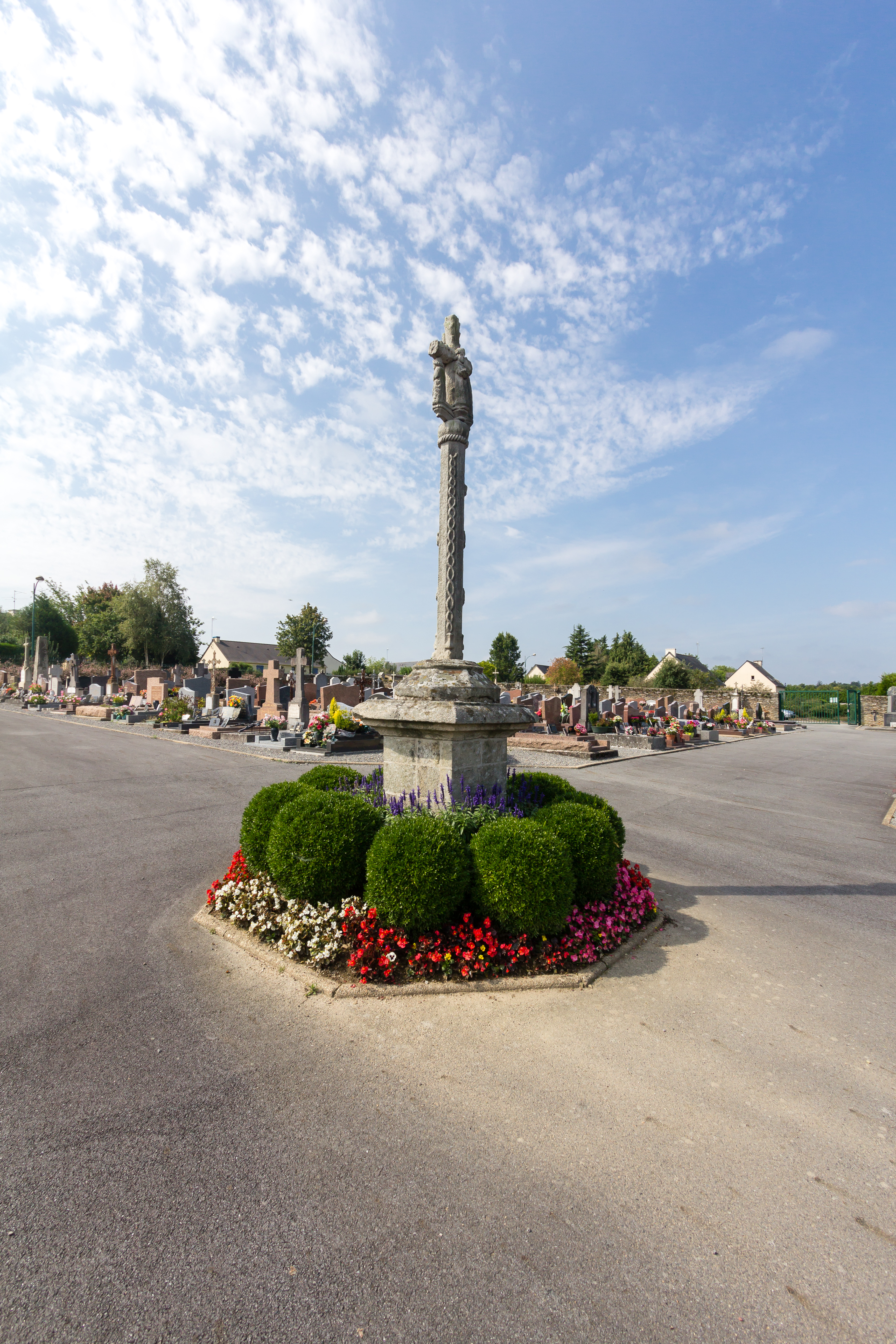
Croix du cimetière : vue d'ensemble.
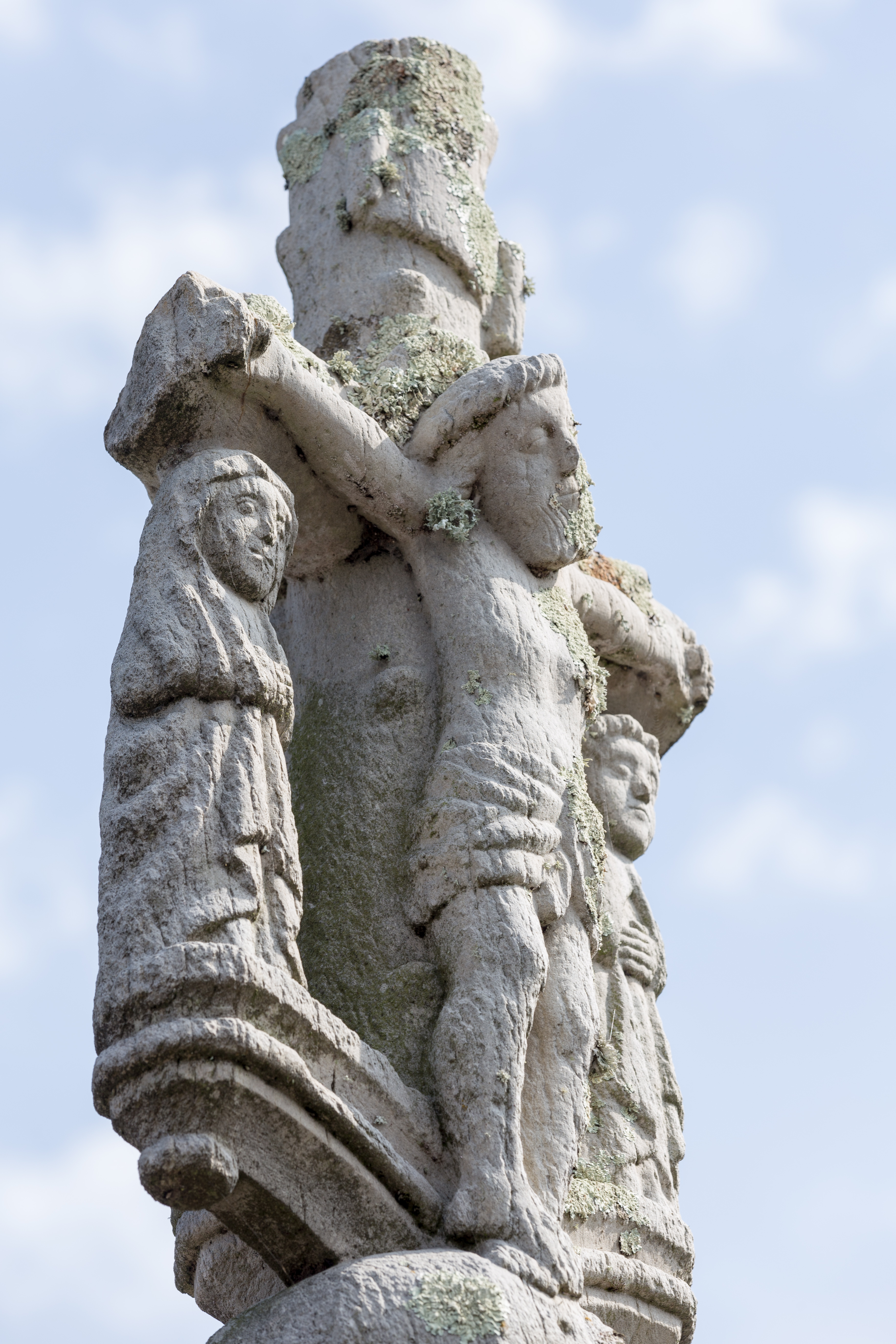
Croix du cimetière : partie sommitale.
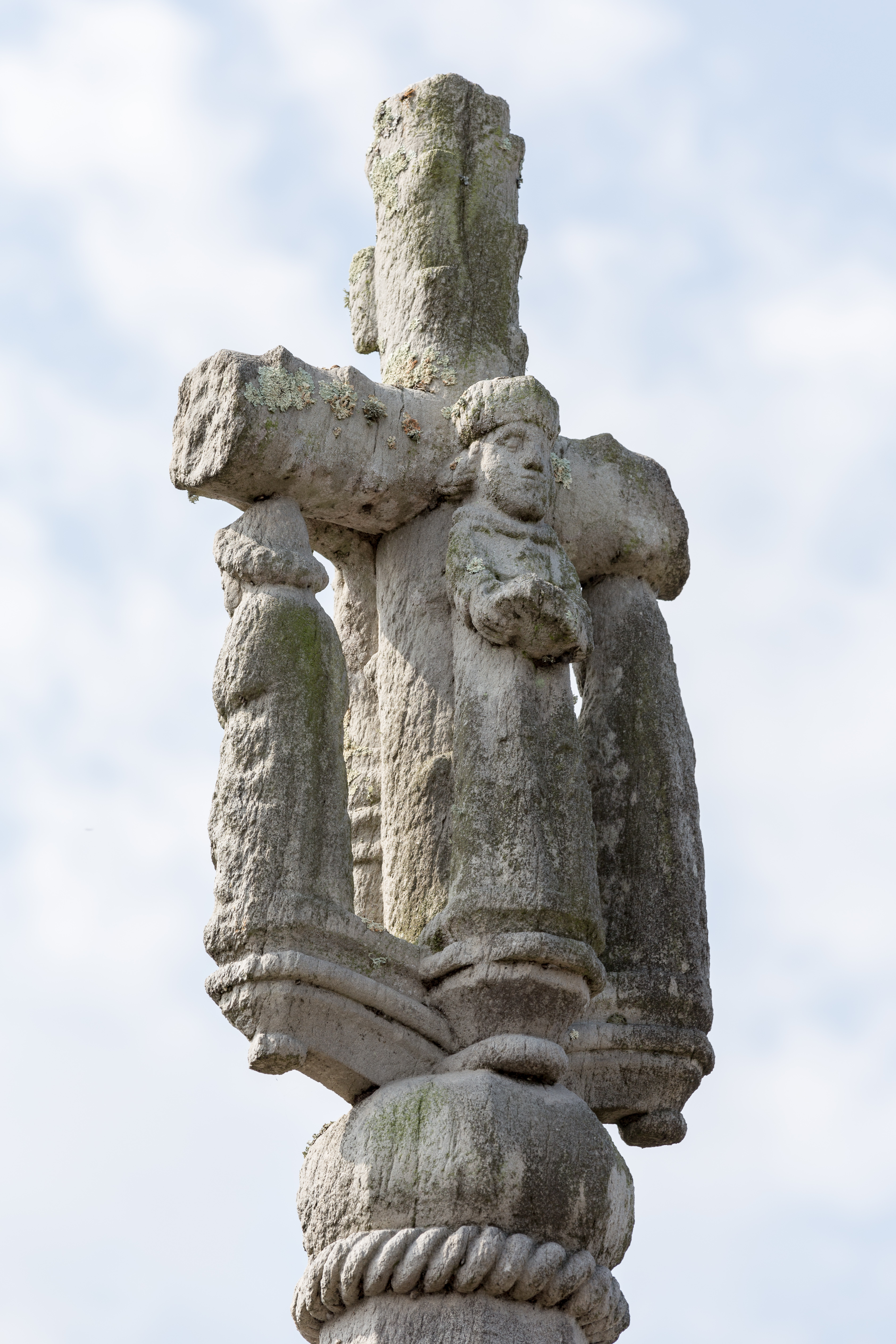
Croix du cimetière : partie sommitale (autre face).

#### Patrimoine civil
- le château de la Grée de Callac, château néo-Renaissance, construit à la fin du XIXe siècle ( Inscrit MH (1990))[131], situé sur la commune de Monteneuf mais dont le parc s’étend sur Augan ;

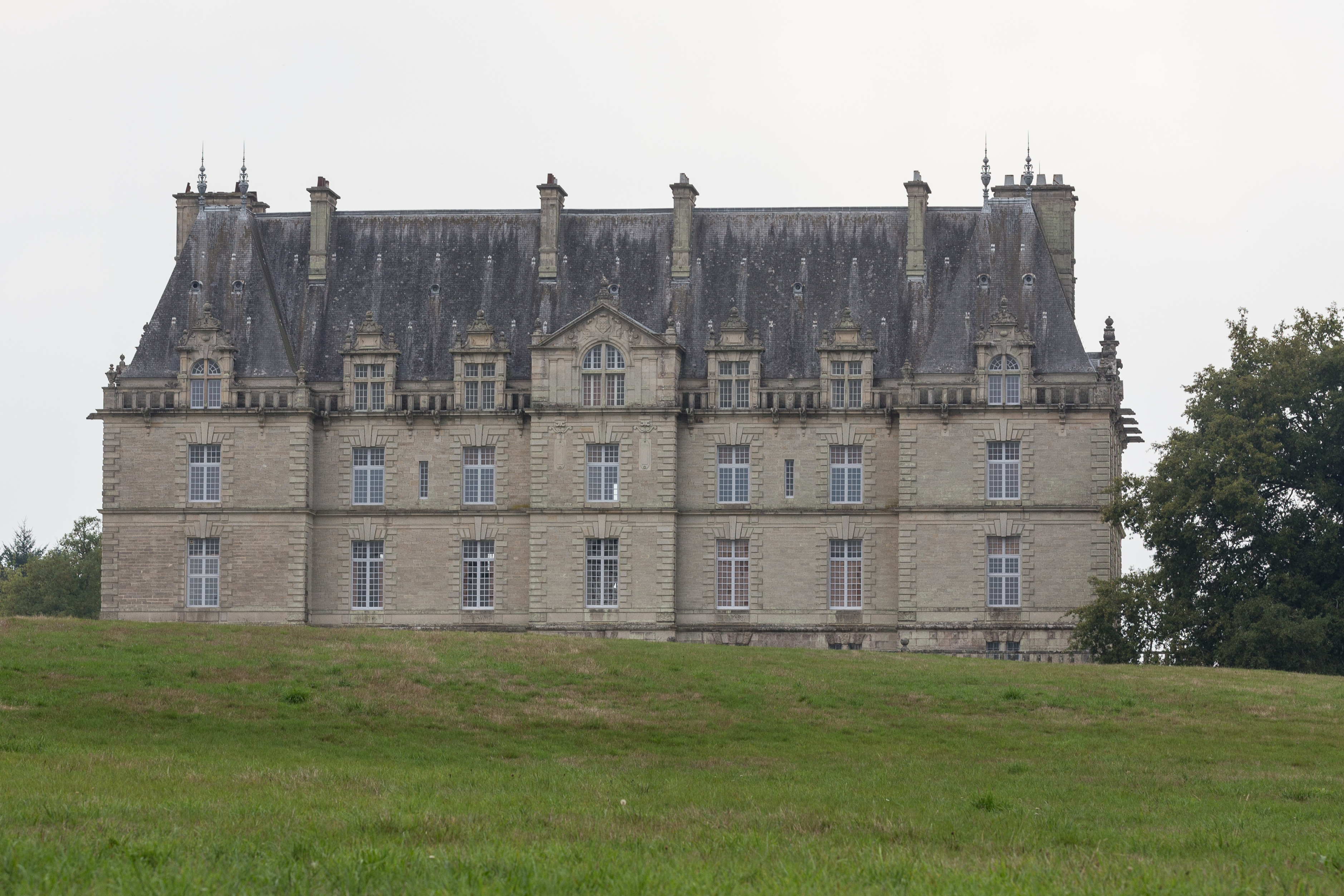
Château de la Grée de Callac : vue générale.

- le château de Lémo ;

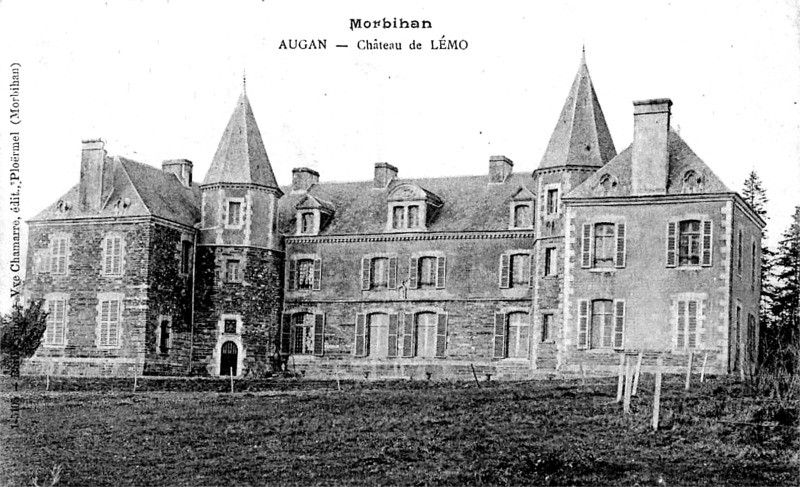
Le châterau de Lémo au début du XXe siècle (carte postale).
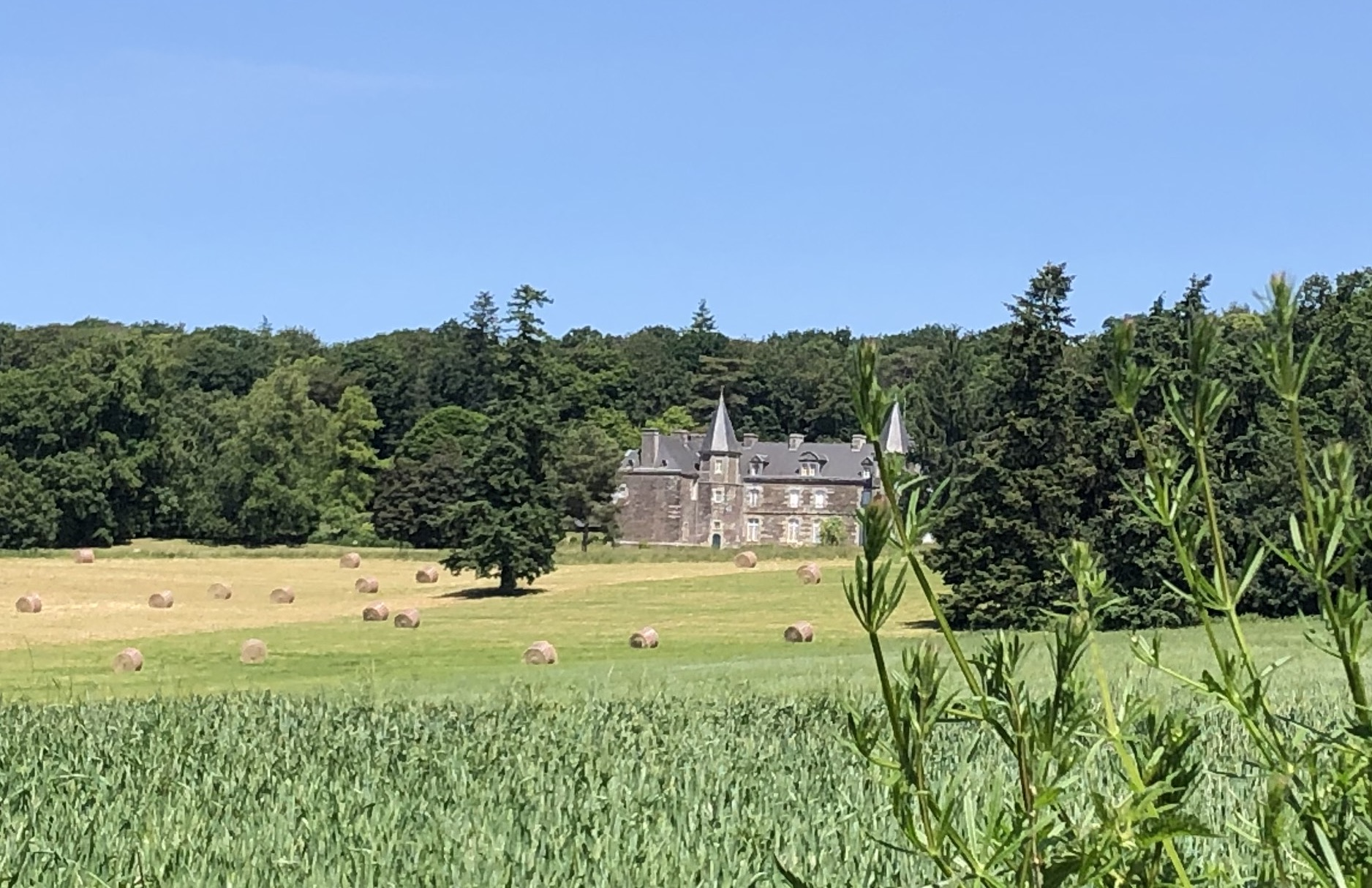
Château de Lémo.
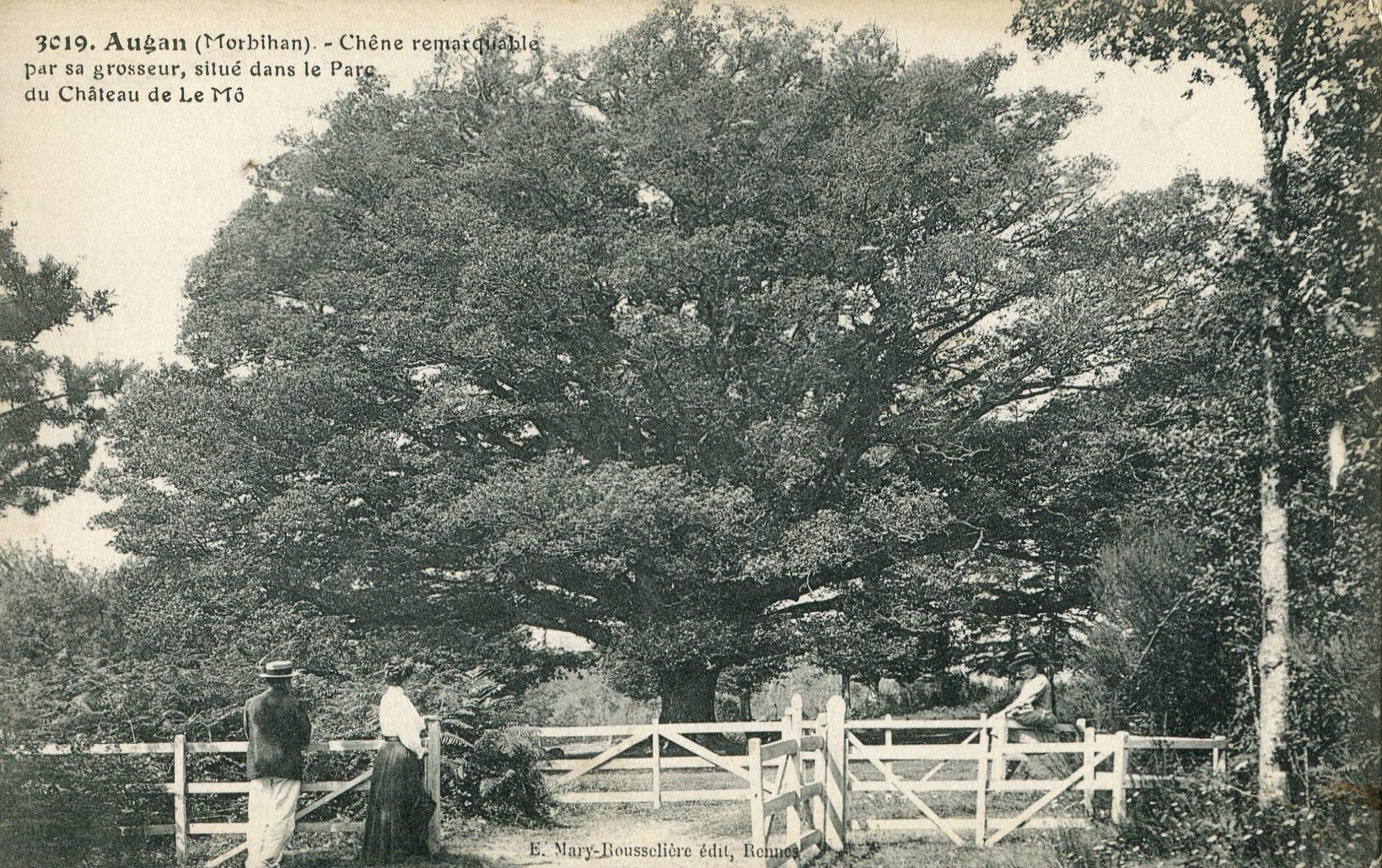
Le chêne remarquable du château de Lémo au début du XXe siècle.

- le château de la Touraille ;

<

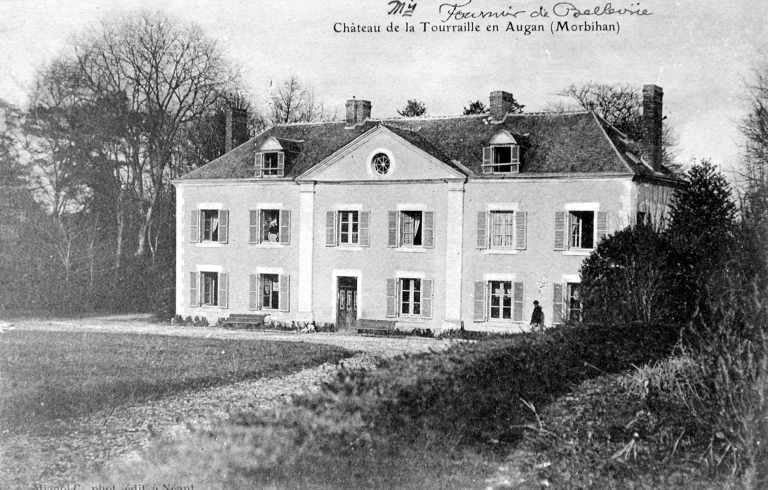
Château de la Tourraille.

- le château de Baraton est inscrit à l'inventaire général du patrimoine culturel[132] ;
- le château de Beaurepaire date du XIXe siècle, la Ville-Voisin (XVIIe siècle remanié début XXe siècle), Hardouin (XIXe), les Landérieux (début XXe). Il est inscrit à l'inventaire général du patrimoine culturel[133] ;

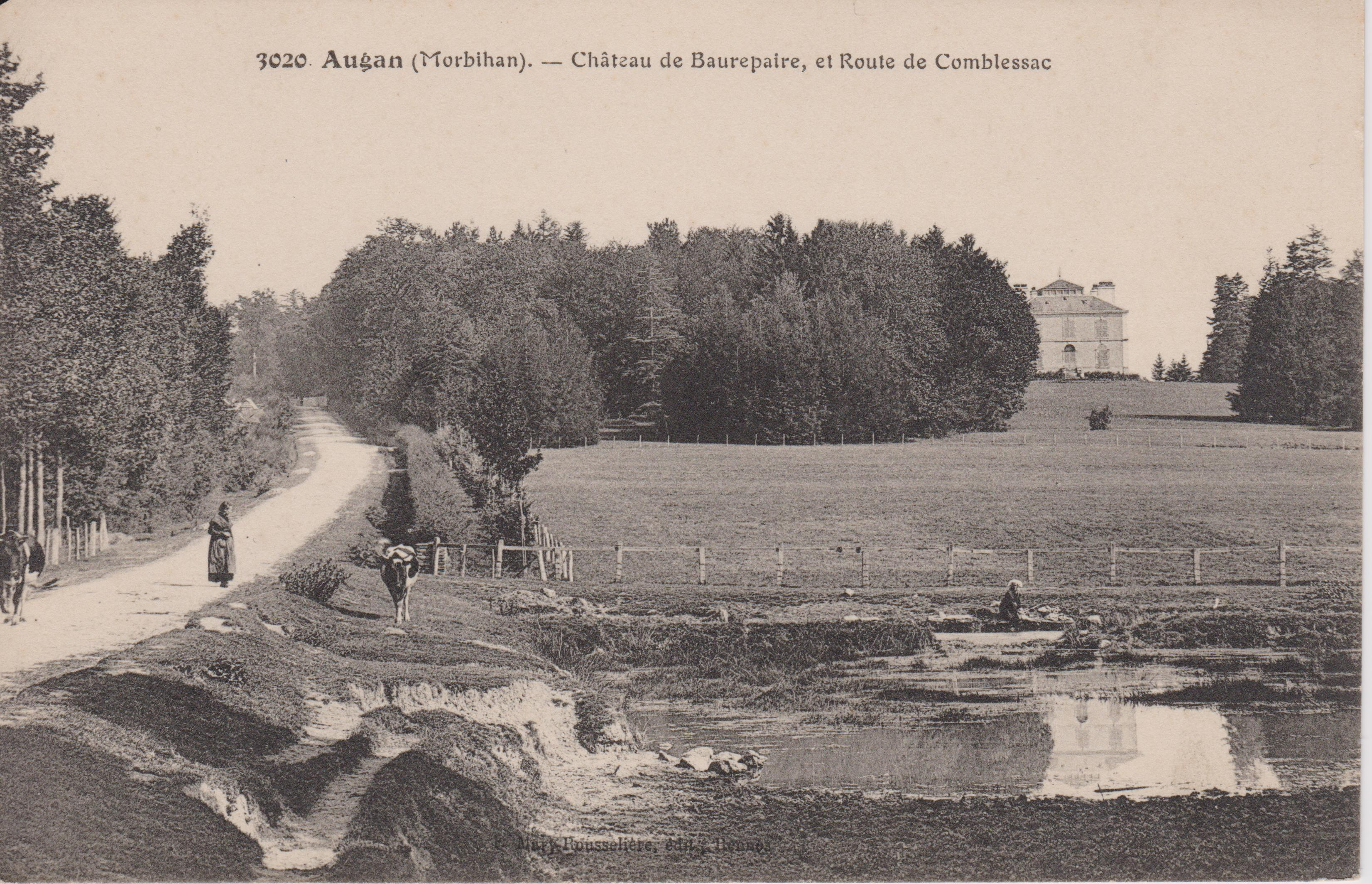
Château de Beaurepaire.

- les ruines du château du Bois-du-Loup (XIXe siècle) dans le camp de Coëtquidan, construit de 1871 à 1874 par le comte Roland des Clos de la Fonchais[Note 25]) peu de temps avant la création du camp militaire, et dont les propriétaires furent contraints de le quitter quelques années plus tard ; un nouveau château fut construit par Éric de la Fonchais à un kilomètre à l'est d'Augan, sur la route de ce bourg à Guer : c’est le château des Landérieux. Le château servit ensuite à héberger les officiers lors des manœuvres ; entre 1935 à 1938, il servit de cantonnement à la compagnie d’aérostiers de Toulouse, puis en 1939 aux réfugiés espagnols et ensuite, pendant la Campagne de France, à l'armée polonaise, avant d'être occupé par les Allemands pendant la Seconde Guerre mondiale. Ils le laissèrent tous en bon état, mais le château fut détruit par les Américains lors de leur séjour au camp de Coëtquidan de janvier à juin 1945[134] ;

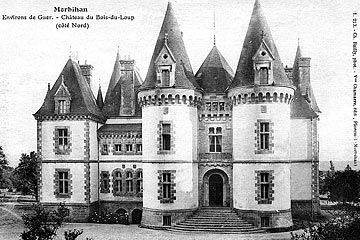
Château du Bois-du-Loup (disparu).
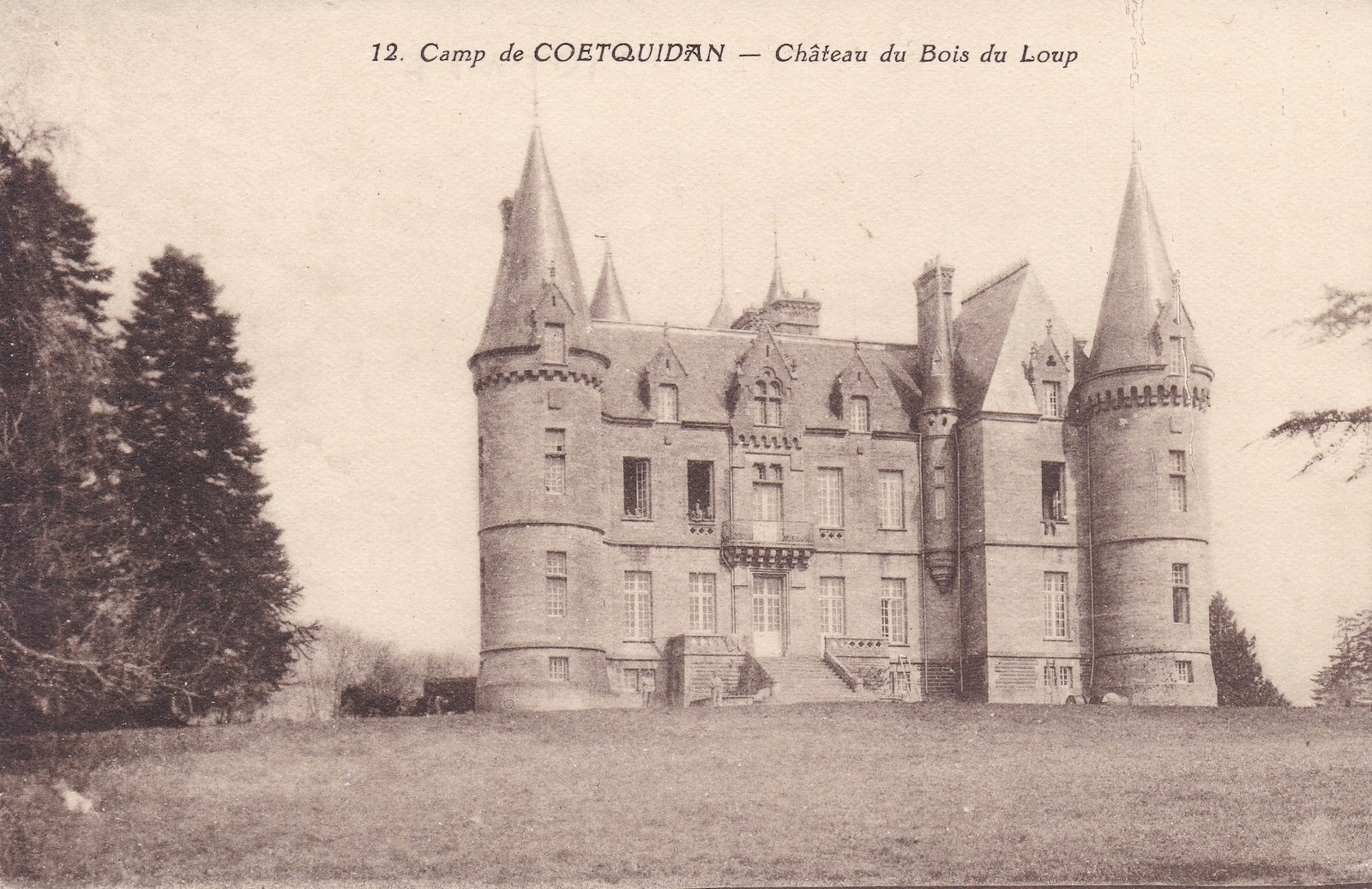
Château du Bois-du-Loup (disparu).
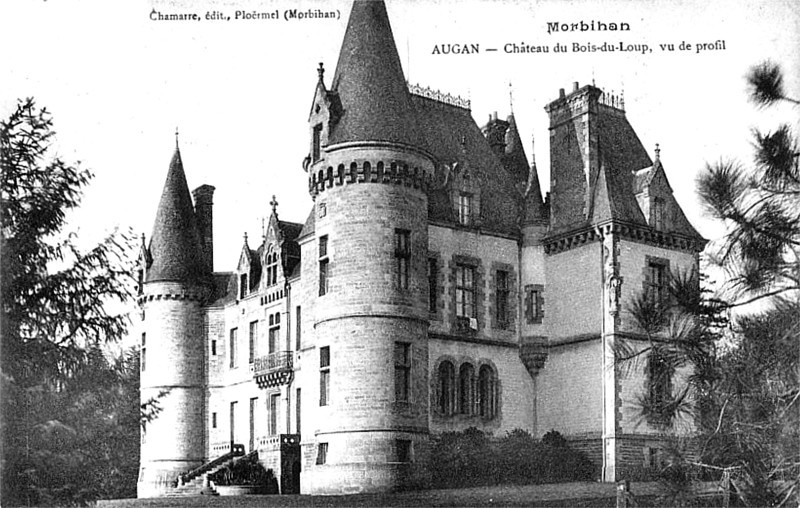
Château du Bois-du-Loup (disparu).
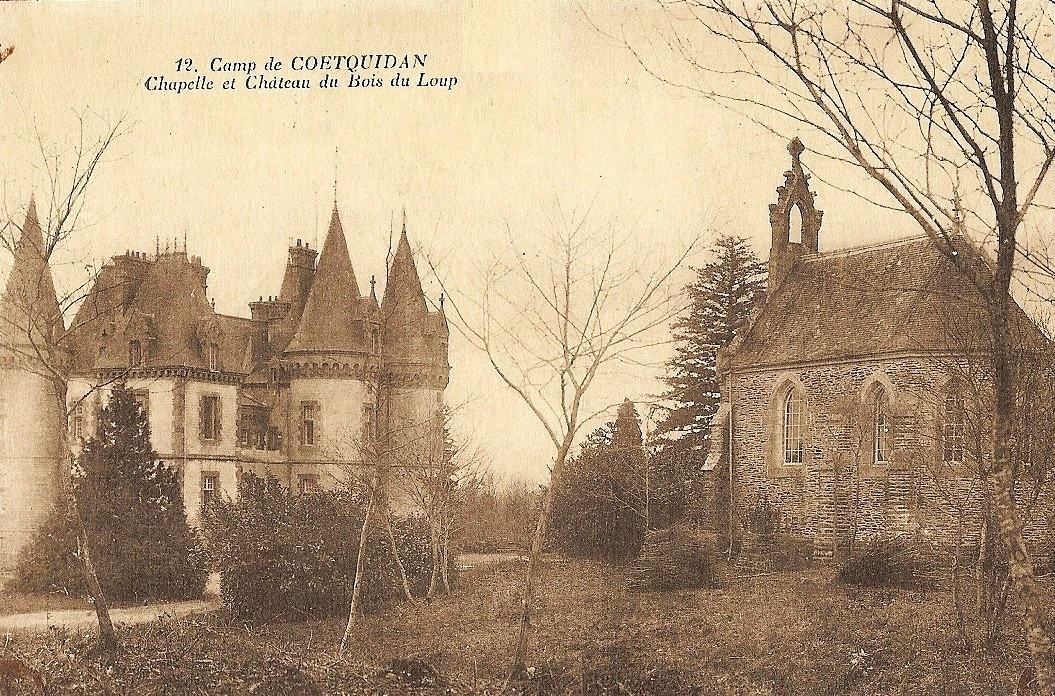
Château et chapelle du Bois-du-Loup (disparus).

- le château des Landérieux date du XXe siècle, il est inscrit à l'inventaire général du patrimoine culturel[135] ;
- le château du Hardouin date du XIXe siècle, il est inscrit à l'inventaire général du patrimoine culturel[136] ;

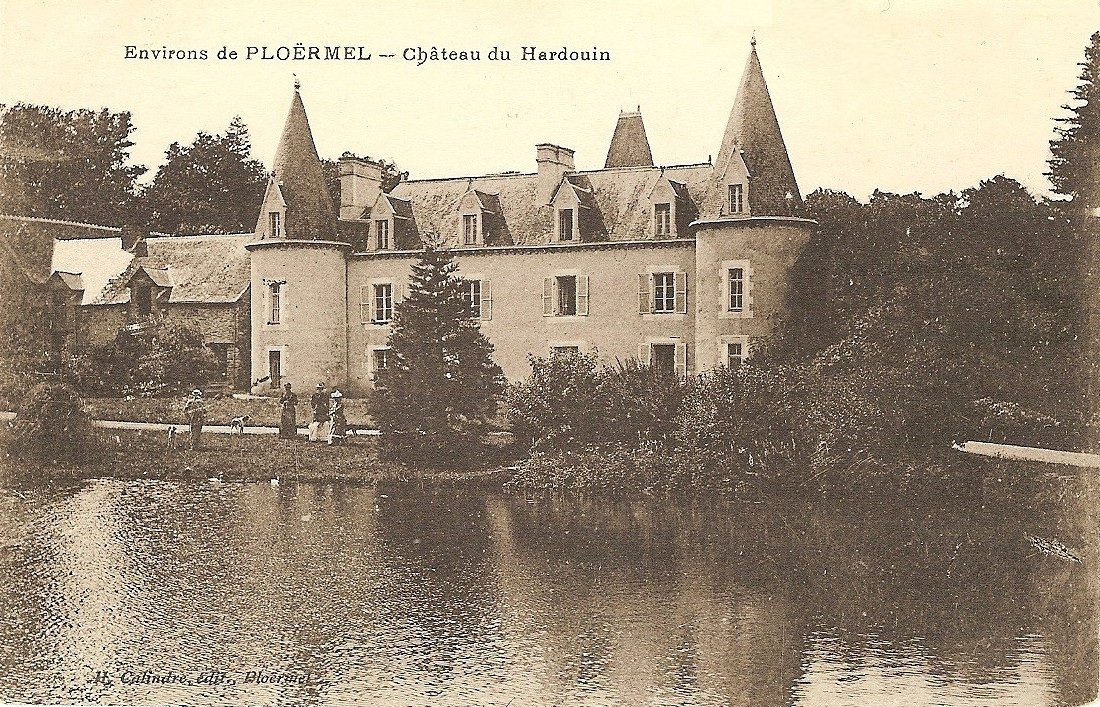
Le château du Hardouin au début du XXe siècle (carte postale).

- le château de la Ville-Voisin est inscrit à l'inventaire général du patrimoine culturel[137] ;

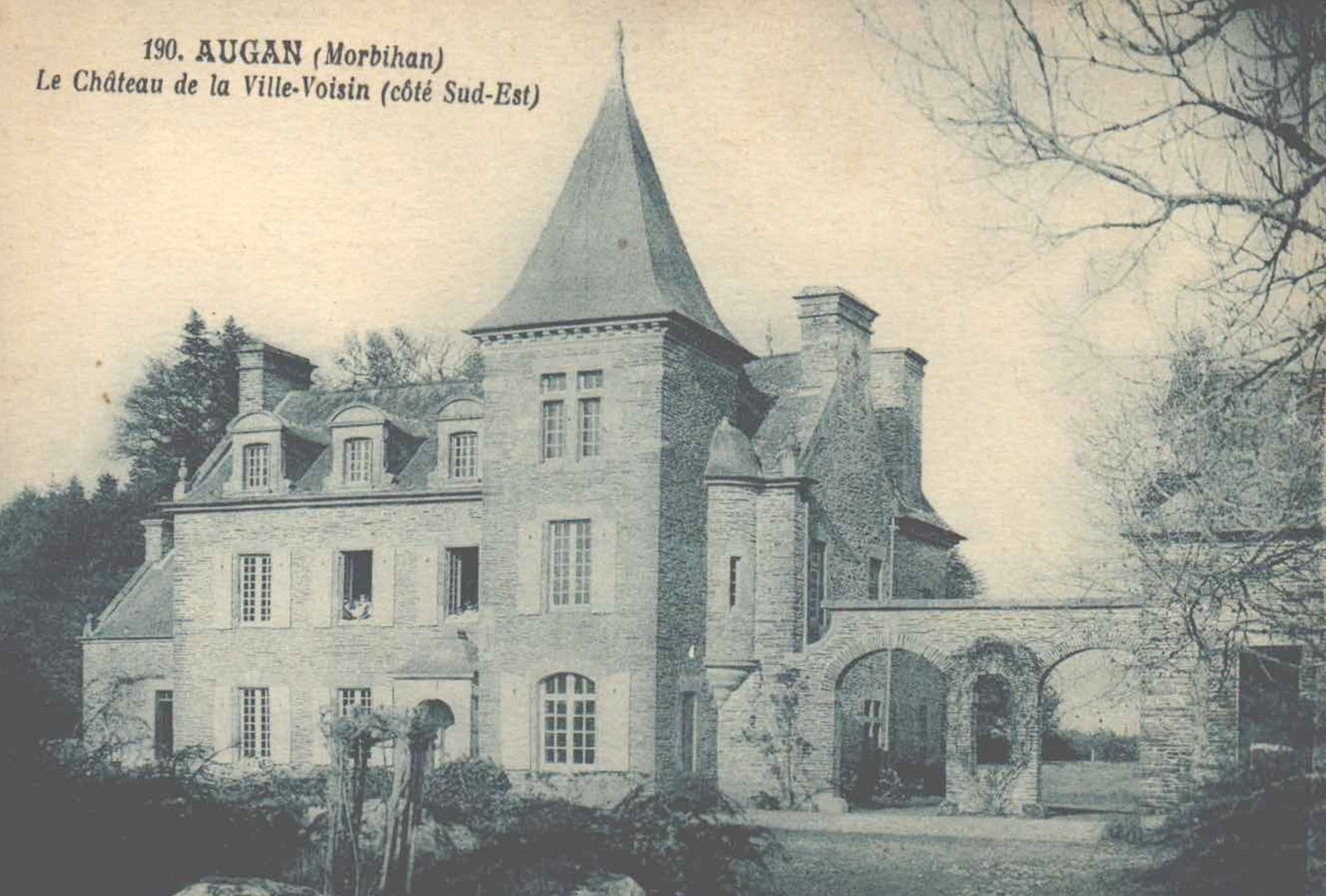
Château de la Ville-Voisin.
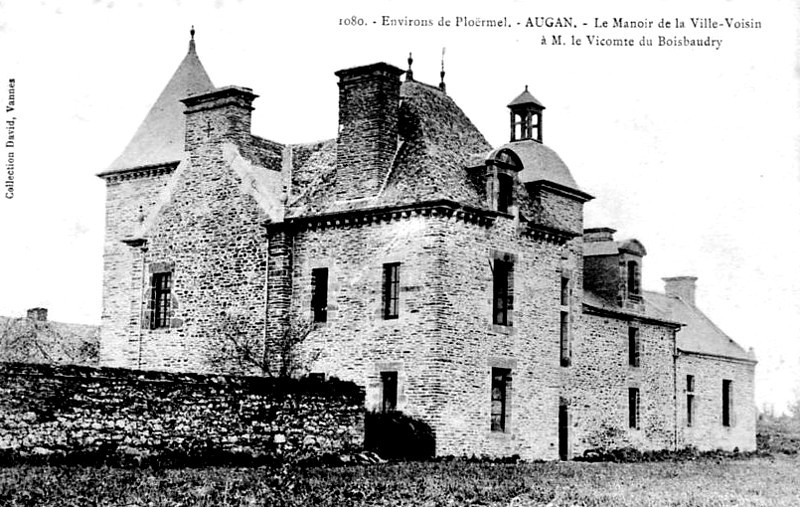
Château de la Ville-Voisin.

- le manoir de Trieux ;

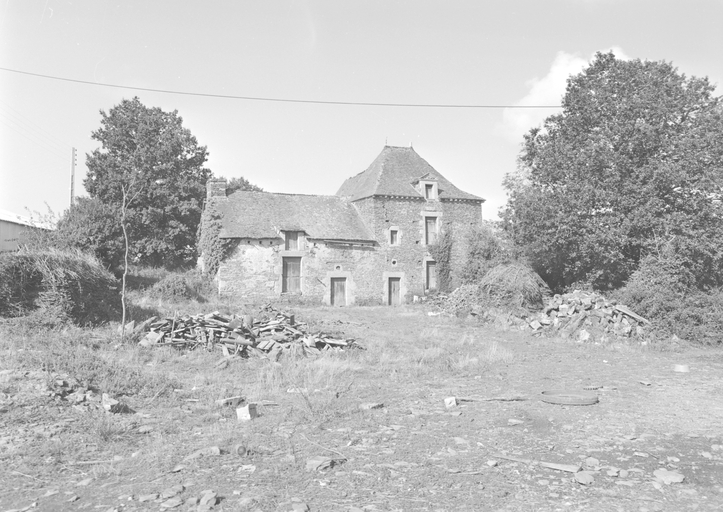
Manoir de Trieux.

- le moulin de Cul-blanc : situé sur l'Oyon, nommé par allusion à un meunier qui s'asseyait sur les sacs de farine, il a été acheté par la commune en 1998 puis par la communauté de communes qui a assuré la restauration, achevée en 2007[138].

#### Autres
- l'allée couverte de la Coudraie (néolithique) ;
- la grotte de Saint-Couturier.

### Légende
Selon les notes de l'abbé Marot, qui datent de 1838, « le vallon de Saint-Couturier est un des plus beaux de Bretagne. On y voit sa grotte ; c'est là qu'il couchait tous les soirs, enveloppé de sa burne [cape] qu'il trempait auparavant dans le ruisseau pour mieux faire pénitence. Jugez s'il devait grelotter, surtout en hiver... c'est pour cela qu'il guérit de la fièvre. Il y avait au-dessus de la grotte une petite statue faite par un homme qui ne vénérait guère les autres saints. Malgré  les avis des pasteurs d'Augan, on y allait quelquefois en pèlerinage. Lorsque j'ai visité cet endroit avec un confrère, nous avons trouvé la statue qui avait beaucoup d'épingles piquées dans sa ceinture. Voyant que personne ne nous voyait, nous avons enterré l'histoire de ce prétendu saint dans les environs ».

### Manifestations culturelles et festivités
Deux grand rendez-vous culturels annuels se déroulent à Augan chaque été faisant appel à des centaines de bénévoles :
- le festival de l'accordéon, fondé en 1987 par l'ancien directeur de l'école privée M. Louis Aron, se déroule en général le second week-end du mois de juillet ;
- les noces bretonnes, organisées pour la premières fois en 1969, se déroulent le premier dimanche du mois d'août.

## Personnalités liées à la commune
- Guillaume de Montauban, valeureux écuyer engagé au Combat des Trente.
- Philippe de Montauban (1445-1514) chancelier du duché de Bretagne.
- Jean-Chrysostome Larcher, comte de La Touraille (1720-1794), militaire, poète et philosophe est au Château du Bois de Loup.
- Jacques le Doürain de Lémo, capitaine de la Chouannerie, maire d'Augan, conseiller général du Morbihan, archéologie amateur.
- Amédée de Savignhac (1809-1871), militaire et député ayant vécu à Augan.
- Paul Moüesan de la Villerouët, maire d'Augan, homme politique et auteur.
- François Xavier Marie Joseph Fournier de Bellevüe (1854-1929), homme politique et un érudit local est né au Château de la Touraille à Augan[141].
- Cyrille Monnerais (1983-), coureur cycliste [pourquoi ?].

## Héraldique
|  | Les armoiries de Augan se blasonnent ainsi : D’azur à un château crénelé d’or, ouvert et maçonné de sable, brochant sur une flèche tombante du même. Le château est chargé en fasce d’une coquille d’or, accostée à dextre d’une feuille de houx de sinople et à senestre d’une main dextre apaumée en carnation ; au chef d’hermine. Conc. J.C. Renaud. |